# Entroncamento
O Entroncamento é uma cidade portuguesa pertencente ao Distrito de Santarém e integrando a região do Oeste e Vale do Tejo e a NUT3 do Médio Tejo, e que pertenceu à antiga província do Ribatejo, com 20141 habitantes (2021).
É sede do Município do Entroncamento, o segundo menos extenso do País, com 13,73 km² de área e 20 141 habitantes (censo de 2021), tendo, por isso, uma densidade populacional de 1 466,9 hab./km².
O município está subdividido em 2 freguesias. O município é limitado a leste pelo município de Vila Nova da Barquinha, a sul pelo município da Golegã, e a oeste e norte pelo município de Torres Novas.
O Entroncamento tem três oragos padroeiros: a Sagrada Família, São João Baptista e Nossa Senhora de Fátima.

## História
Concelho criado pelo decreto-lei nº 35:184, de 24 de novembro de 1945, com parte das freguesias de Atalaia, do concelho de Vila Nova da Barquinha, e de Santiago, do concelho de Torres Novas.
O Entroncamento deve o seu nome ao facto de aí se entroncarem duas linhas de caminho-de-ferro: Linha do Norte (que liga Lisboa ao Porto), e a Linha do Leste (que liga o Entroncamento a Badajoz, em Espanha). O que antes era um espaço ermo desenvolveu-se, em grande medida, devido à passagem do comboio. Dessa forma, o Entroncamento acabou por se tornar uma freguesia autónoma, sendo desanexada de Torres Novas e Vila Nova da Barquinha em 25 de agosto de 1926.
Mais tarde (24 de novembro de 1945), devido ao continuado progresso aí verificado, a sua sede foi elevada à categoria de vila tornando-se, ao mesmo tempo sede de município independente, tendo mais tarde sido elevada à condição de cidade (em 20 de junho de 1991).

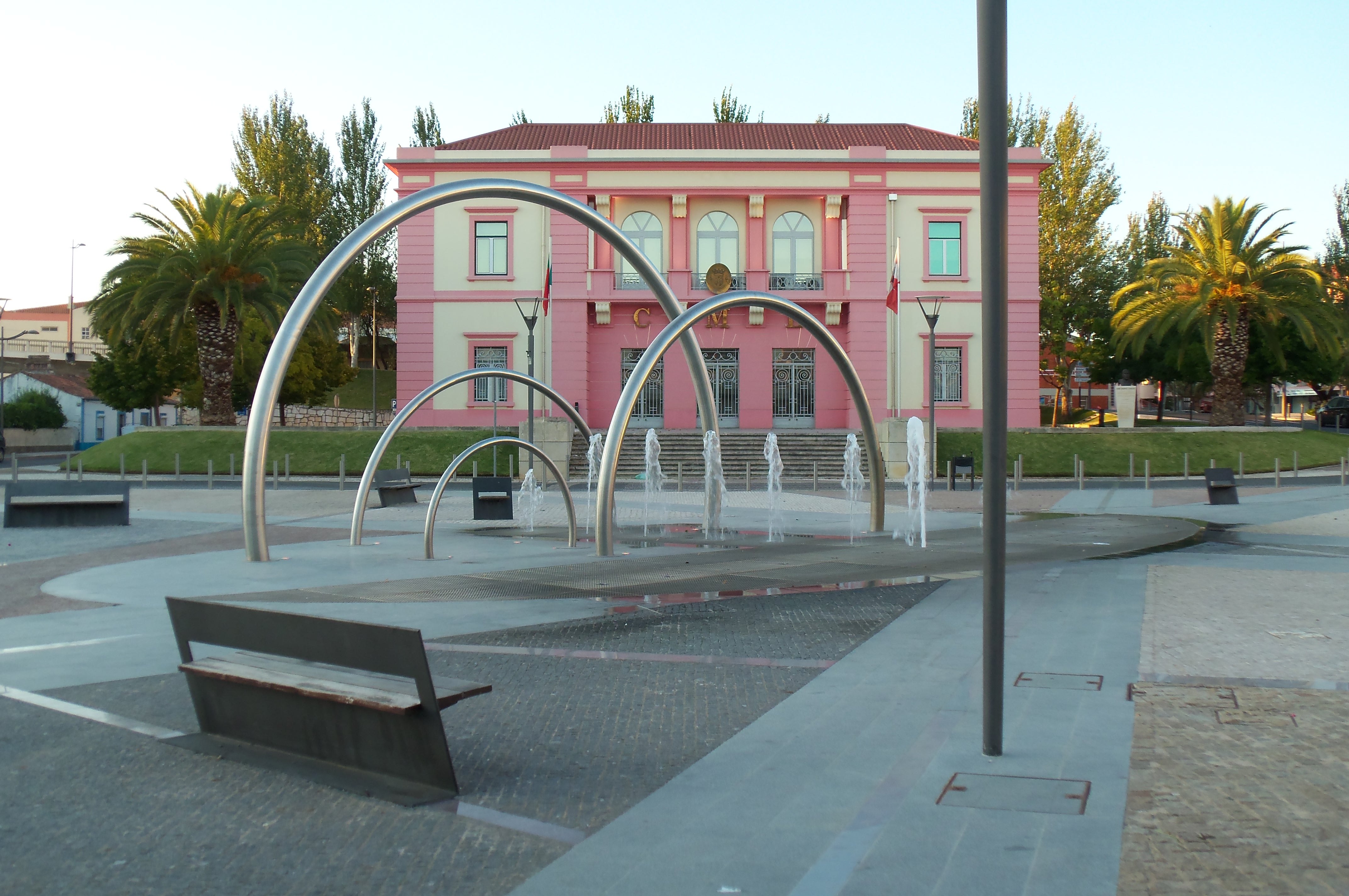
Câmara Municipal do Entroncamento e largo à frente com fontes de água luminosa

## Evolução da população do município
★ Os Recenseamentos Gerais da população portuguesa, regendo-se pelas orientações do Congresso Internacional de Estatística de Bruxelas de 1853, tiveram lugar a partir de 1864, encontrando-se disponíveis para consulta no site do Instituto Nacional de Estatística (INE).
★ ★ A freguesia do Entroncamento foi criada em 1926, pelo que passou a constar dos censos do INE em 1930. O censo por grupos etários apenas começou a ser disponibilizado em 1950.
| Número de habitantes *                   | Número de habitantes * | Número de habitantes * | Número de habitantes * | Número de habitantes * | Número de habitantes * | Número de habitantes * | Número de habitantes * | Número de habitantes * | Número de habitantes * | Número de habitantes * | Número de habitantes * | Número de habitantes * | Número de habitantes * | Número de habitantes * | Número de habitantes * |
| ---------------------------------------- | ---------------------- | ---------------------- | ---------------------- | ---------------------- | ---------------------- | ---------------------- | ---------------------- | ---------------------- | ---------------------- | ---------------------- | ---------------------- | ---------------------- | ---------------------- | ---------------------- | ---------------------- |
| 1930                                     | 1940                   | 1950                   | 1960                   | 1970                   | 1981                   | 1991                   | 2001                   | 2011                   | 2021                   |                        |                        |                        |                        |                        |                        |
| 3 800                                    | 6 577                  | 6 804                  | 7 355                  | 9 195                  | 11 976                 | 14 226                 | 18 174                 | 20 206                 | 20 141                 |                        |                        |                        |                        |                        |                        |
| Número de habitantes por grupo etário ** |                        |                        |                        |                        |                        |                        |                        |                        |                        |                        |                        |                        |                        |                        |                        |
|                                          |                        | 1950                   | 1960                   | 1970                   | 1981                   | 1991                   | 2001                   | 2011                   | 2021                   |                        |                        |                        |                        |                        |                        |
| 0-14 Anos                                | 0-14 Anos              | 1 435                  | 1 656                  | 2 080                  | 2 608                  | 2 531                  | 2 973                  | 3 255                  | 2 956                  |                        |                        |                        |                        |                        |                        |
| 15-24 Anos                               | 15-24 Anos             | 1 430                  | 993                    | 1 225                  | 1 812                  | 2 027                  | 2 273                  | 2 069                  | 2 175                  |                        |                        |                        |                        |                        |                        |
| 25-64 Anos                               | 25-64 Anos             | 3 440                  | 4 106                  | 4 835                  | 6 225                  | 7 965                  | 10 315                 | 11 228                 | 10 794                 |                        |                        |                        |                        |                        |                        |
| = ou > 65 Anos                           | = ou > 65 Anos         | 400                    | 600                    | 1 055                  | 1 331                  | 1 703                  | 2 613                  | 3 654                  | 4 216                  |                        |                        |                        |                        |                        |                        |

- Número de habitantes "residentes", ou seja, que tinham a residência oficial neste município à data em que os censos  se realizaram.
  - De 1900 a 1950 os dados referem-se à população "de facto", ou seja, que estava presente no município à data em que os censos se realizaram. Daí que se registem algumas diferenças relativamente à designada população residente

## Os caminhos-de-ferro
Num padrão semelhante ao de localidades associadas a indústrias, o desenvolvimento do Entroncamento está intimamente associado aos caminhos-de-ferro. Estima-se que, durante alguns períodos da sua história, principalmente na década de 40, a população associada à CP excedesse os 50%. As armas da cidade, representando o perfil de um par de carris e um sinal ferroviário, reflectem esta ligação.

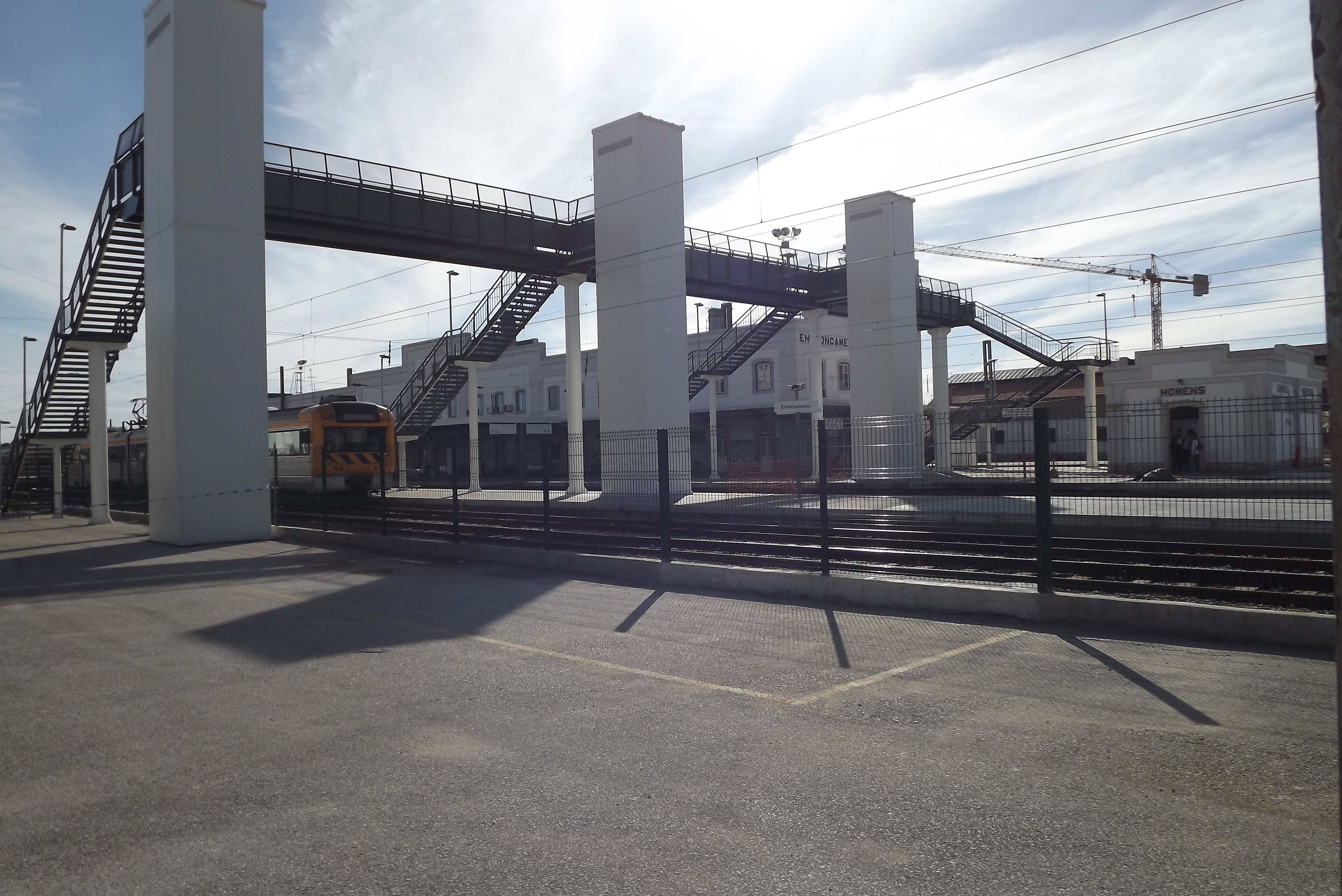
Estação do Entroncamento.
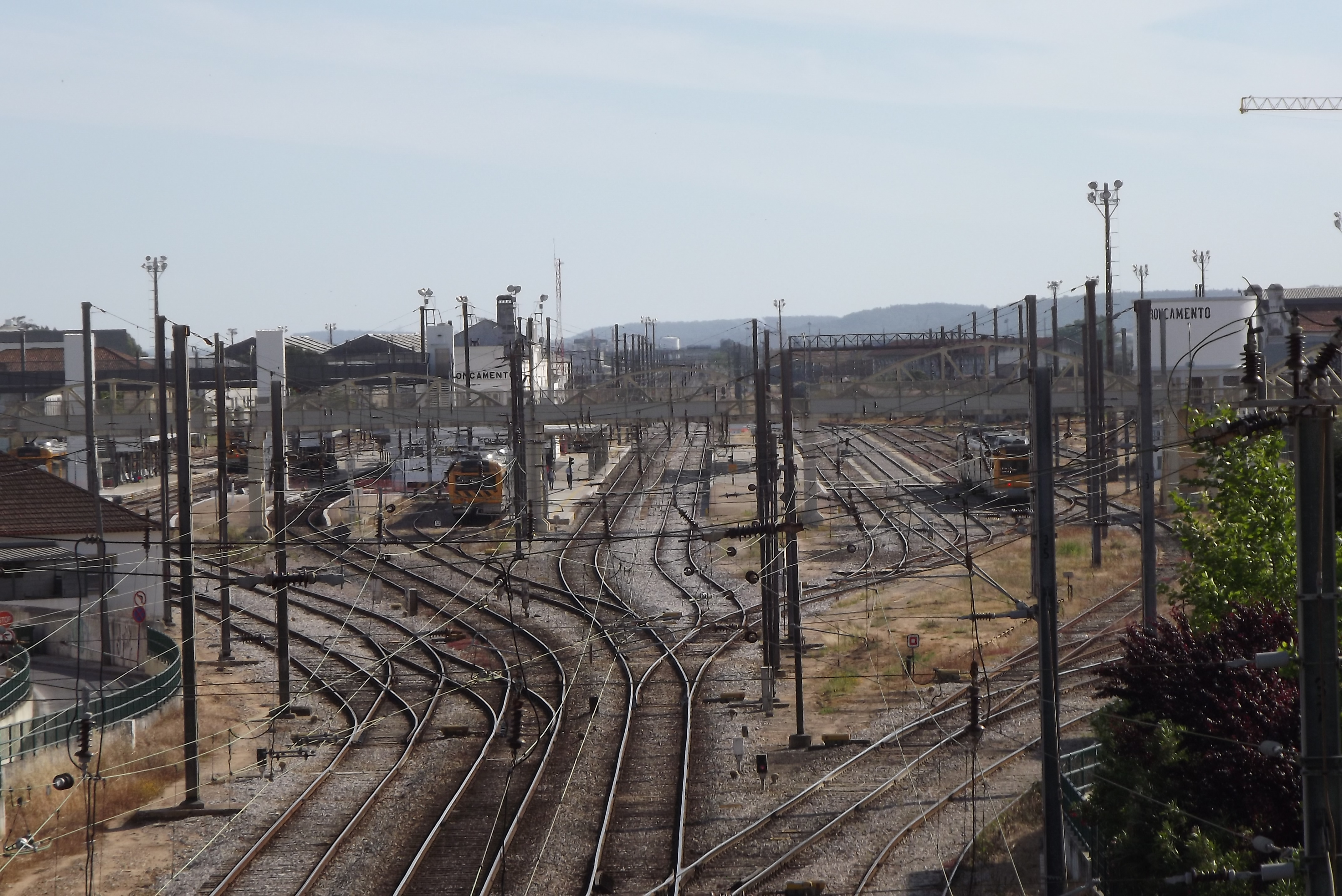
Estação do Entroncamento, vista do Viaduto Eugénio Dias Poitout.
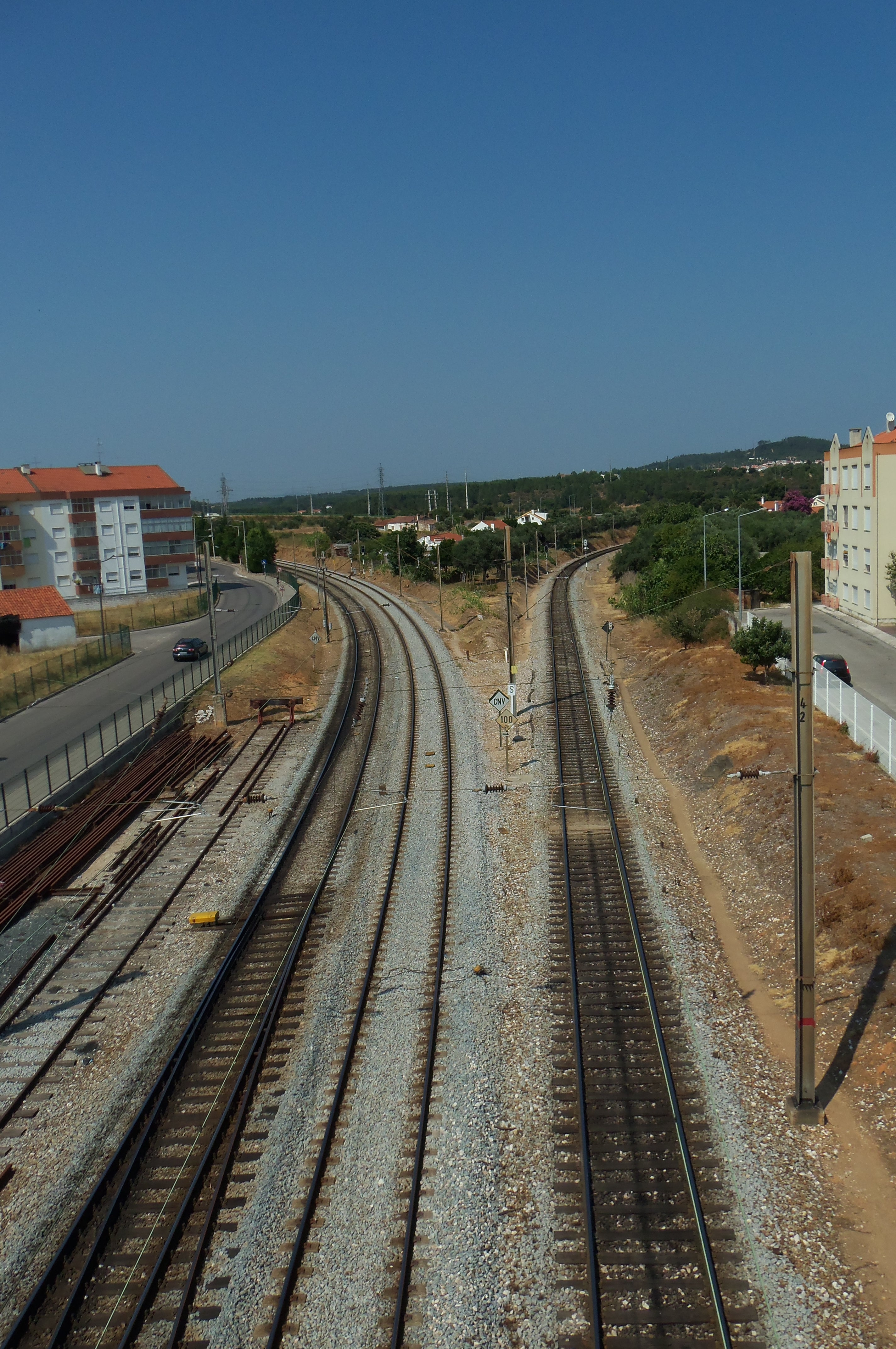
Bifurcação do Entroncamento (PK 107.000): Linha do norte (duas vias à esquerda - sentido Porto) e Linha da Beira Baixa (via da direita - sentido Abrantes).

## Freguesias

Freguesias do município do Entroncamento

O município do Entroncamento está dividido em 2 freguesias:
- São João Baptista (manteve as instalações da anterior freguesia do Entroncamento)
- Nossa Senhora de Fátima

Durante muito tempo, o Entroncamento foi dos poucos municípios de Portugal que possuíam apenas uma freguesia. Contudo, em agosto de 2003 a única freguesia do Entroncamento foi dividida em duas: São João Baptista (a sul da Linha do Norte) e Nossa Senhora de Fátima (a norte da Linha do Norte). Estas alterações entraram em vigor a 1 de janeiro do ano seguinte.
As primeiras eleições para as duas novas freguesias (assembleia de freguesia) decorreram no dia 9 de outubro de 2005.

## Geminações
- Mosteiros, Ilha do Fogo (Cabo Verde)[17][18]
- Penafiel, Porto (Portugal)[18][19]
- Villiers-sur-Marne, Val-de-Marne (França)[18][20]
- Friedberg, Hessen (Alemanha)[21][22]

## Cursos de água
O concelho é atravessado pela Ribeira de Santa Catarina, embora a maior parte do curso dentro da cidade seja subterrâneo desde o início da Rua da Barroca na zona norte do concelho até pouco depois da Escola Dr. Ruy D'Andrade já na zona sul no concelho (à superfície a maior parte do percurso subterrâneo seguido por esta ribeira é uma ciclovia), esta depois entronca na Ribeira da Atalaia mas já no concelho da Golegã.

A Ribeira de Árgea, que atravessa o concelho na zona norte, alimenta a albufeira artificial do Parque Verde do Bonito e que depois entronca na Ribeira da Atalaia.

O concelho é delimitado parcialmente com o concelho vizinho de Vila Nova da Barquinha pela Ribeira da Atalaia.

A água de todas estas ribeiras irá depois alimentar o Rio Tejo, que se encontra a sudeste, a cerca de 1,5 km de distância do limite do concelho.

## Educação
A nível de ensino público as principais escolas são a Escola EB 2/3 Dr. Ruy D'Andrade (2º e 3º ciclos do ensino básico), a Escola Secundária do Entroncamento (3º ciclo e secundário) e a Escola Básica do Bonito (ensino básico do 1° ciclo e jardim de infância).
A nível de ensino privado estão presentes a Escola Profissional Gustave Eiffel e Externato Mouzinho de Albuquerque, a escola Fernave - Instituto de Formação Profissional, o Jardim-Escola João de Deus (creche até 1.º ciclo do ensino básico), o Colégio Andrade Corvo (creche, jardim de infância, 1.º e 2.º ciclos do ensino básico) e ainda o Centro Social Paroquial/Escola Rumo ao Futuro.

## Segurança
Actualmente o policiamento da cidade e do concelho está a cargo da Polícia de Segurança Pública (PSP).

O serviço de resposta a incêndios e emergência médica é assegurado pelos Bombeiros Voluntários do Entroncamento onde se encontra o Posto de Emergência Médica (PEM) do INEM com uma ambulância.

Para os casos de emergência relacionados com o Gás Natural canalizado a empresa responsável é a Tagusgás.
A Proteção Civil a nível local está a cargo do Serviço Municipal de Protecção Civil.

## Saúde
O Entroncamento tem um hospital privado (Hospital São João Baptista) e uma Unidade de Cuidados Continuados - Manuel Fanha Vieira, ambos propriedade da Santa Casa da Misericórdia do Entroncamento. Dispõe ainda de um Centro de Saúde e uma Unidade de Saúde Familiar Locomotiva (CS Entroncamento).
Existem ainda diversas clínicas (incluindo 4 clínicas veterinárias para animais de companhia) e empresas de radiologia e de análises clínicas.

Actualmente o concelho não é servido por nenhum hospital público, sendo servido pelo Hospital Rainha Santa Isabel no concelho vizinho de Torres Novas, mas a maioria das pessoas acaba por ser enviada para o Hospital Dr. Manoel Constâncio em Abrantes.

## Economia
A localidade é vista como uma "cidade dormitório", ou seja, serve como zona residencial, albergando os trabalhadores de Torres Novas, Tomar e Lisboa.
Existe desde 24 de novembro de 2009 um terminal logístico no concelho operado pela MSC – Terminal do Entroncamento, S.A. e que faz parte da  MSC – Mediterranean Shipping Company para Portugal, que tem uma área de 20 hectares dos quais 30.000 m² são parque de contentores, 1.100 m² armazém alfandegado, entre outros. O município espera que ajude a crescer a economia local através do terminal logístico e dos 150.000 m² de terreno já preparados para a construção de instalações logísticas e industriais.

### Feiras

#### Feira semanal
A feira semanal decorre aos sábados de manhã. A feira semanal ocorre no Recinto Multiusos (na zona sul da cidade) e costuma estar dividida em 3 zonas (roupas, calçados & acessórios / mobiliários e outros diversos / Comes & Bebes).

#### Feira de antiguidades e velharias
Decorre no 2.º domingo de cada mês na Rua Luís Falcão de Sommer e Praça Salgueiro Maia (exceto quando a data coincidir com o domingo de Páscoa, assim como nos dias em que se realizem atos eleitorais) entre as 9h e as 18h no horário de verão e entre as 10h e as 17h no horário de inverno.
O objetivo é a exposição e venda de objetos e relíquias antigas que não se encontram mais à venda nas lojas.

### Indústria
É possível encontrar empresas de transformação de mármore, fabrico de móveis, serralharia civil (portões basculantes, escadas, estruturas metálicas), e fabrico de lareiras.

#### Zona industrial
Na zona industrial encontra-se a maioria das empresas que se dedicam no concelho ao comércio de todo o tipo de artigos para a construção civil, empresas que se dedicam à manutenção/ reparação de veículos e electrodomésticos. Existe ainda a presença de empresas de venda de artigos para a casa e electrodomésticos.

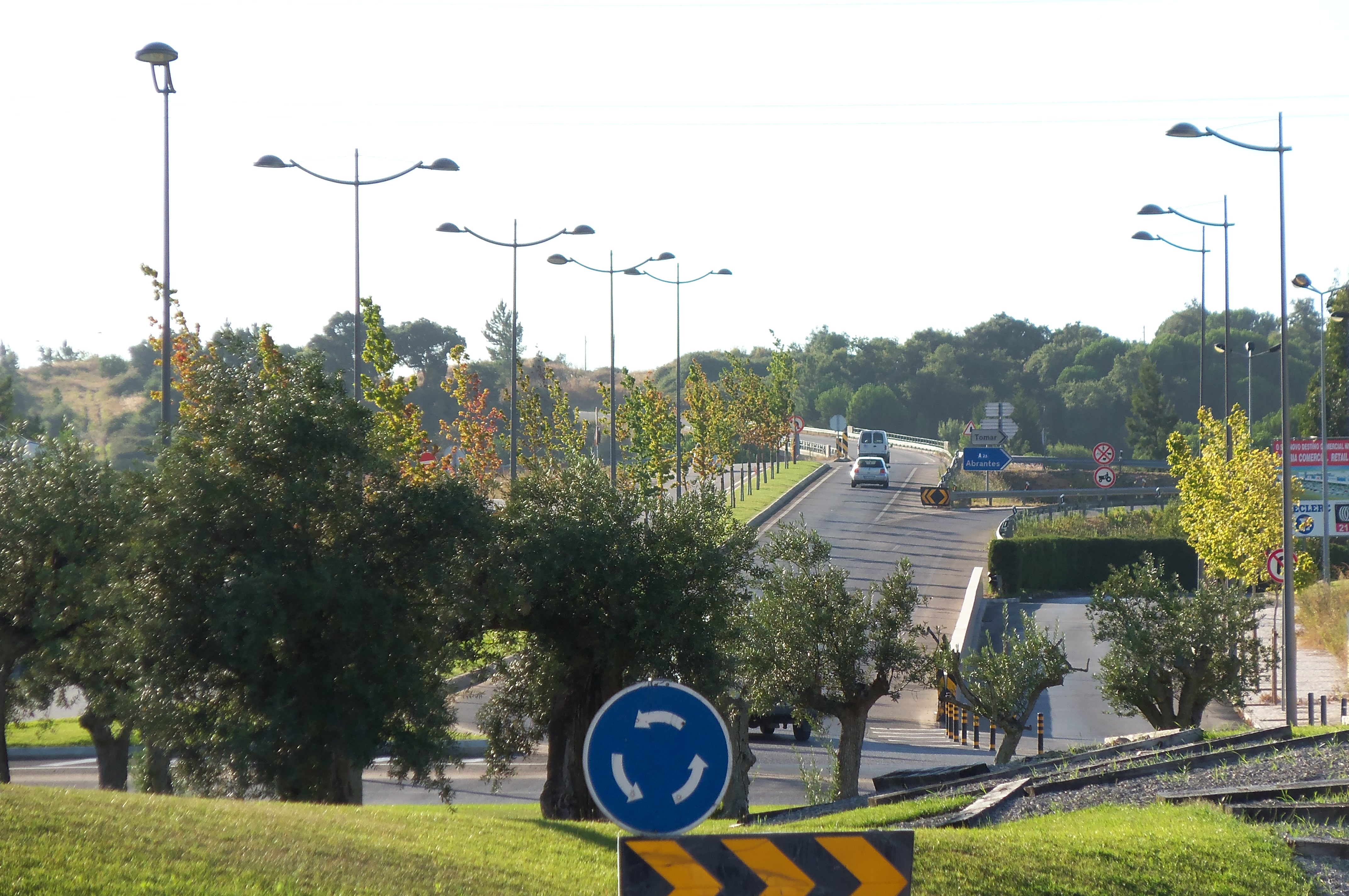
Vista parcial sobre a rotunda na Av. Villiers-Sur-Marne. Entrada para a A23 ao fundo.

### Comércio e serviços
Existe diverso comércio, tais como os prontos-a-vestir, perfumarias, relojoarias, farmácias, centros comerciais, supermercados, hipermercado, comércio de automóveis, retrosarias, venda de electrodomésticos, venda de móveis, take-away, bancos, lojas de iluminação, lojas de pesca, lojas de artigos militares, lojas «dos chineses» (com artigos variados), escolas de condução, papelarias, lojas de artigos para criança, entre muitas outras.
Também existem empresas que se dedicam à assistência e reparação de electrodomésticos multi marca.

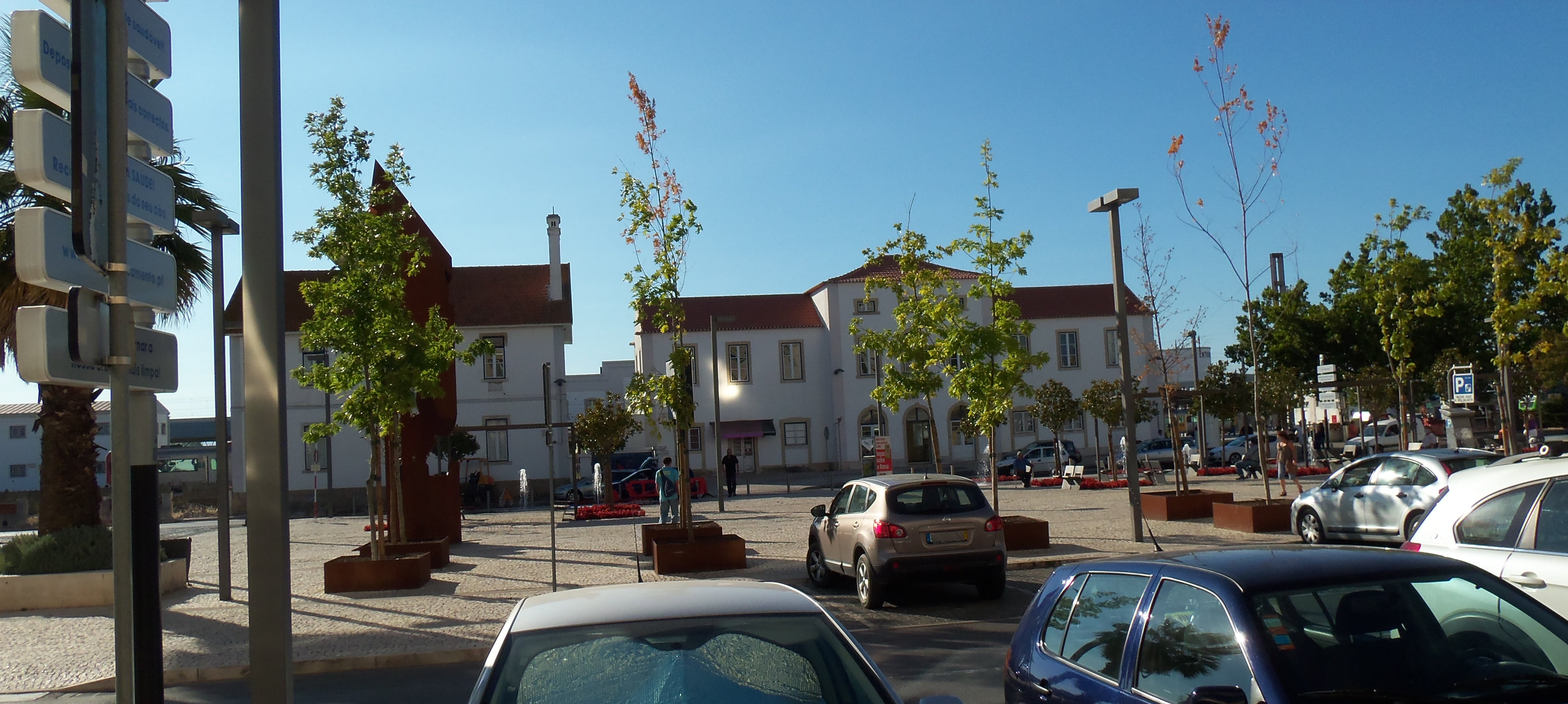
Praça da República, e estação dos caminhos-de-ferro ao fundo

#### Centros comerciais
Apesar de relativamente pequena dimensão (número de lojas) o Entroncamento tem actualmente 7 centros comerciais entre os quais: Avenida (fechado); Shopping Parque; Túnel; Primavera; D. Nuno; E. Leclerc; Euroshopping.

#### Hipermercados/supermercados
A nível de lojas de maior dimensão existe actualmente o E.Leclerc (Hipermercado), e alguns supermercados como o Continente Bom Dia, Lidl, Pingo Doce, minipreço, Docemel e o Meu Super.

## Infra-estruturas

### Transportes

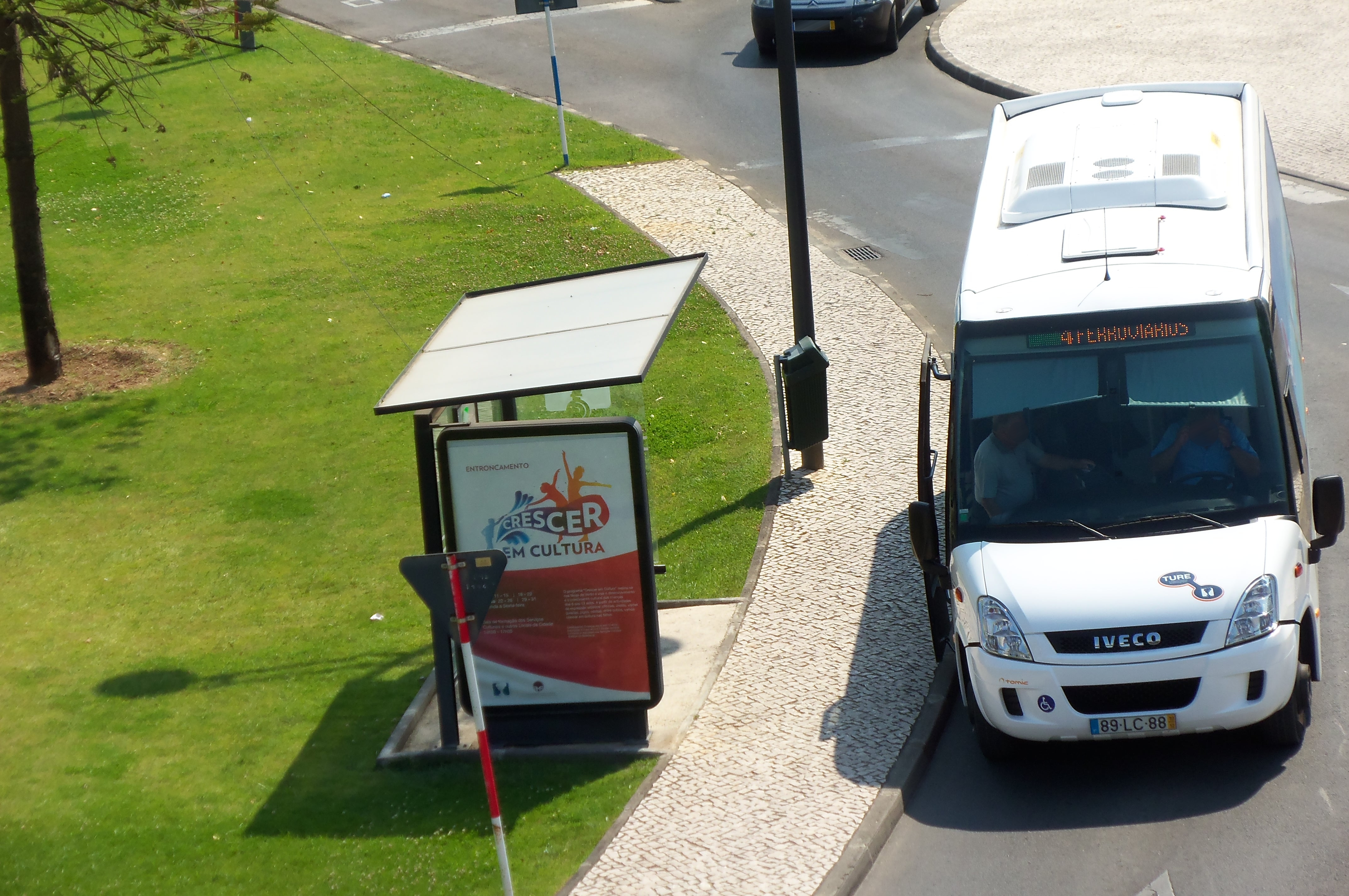
TURE - Transportes Urbanos do Entroncamento.

#### Ferroviários
A estação do Entroncamento é servida pelos serviços Alfa Pendular, InterCidades, InterRegional, Regional e Internacional (Sud-Expresso e Lusitânia), todos operados pela CP - Comboios de Portugal, ligando diretamente esta estação com destinos como Lisboa, Tomar, Elvas, Abrantes, Coimbra, Castelo Branco, Covilhã, Guarda, Porto, Braga, Guimarães, Viana do Castelo, Madrid (Espanha) e Hendaia (França).

#### Rodoviários

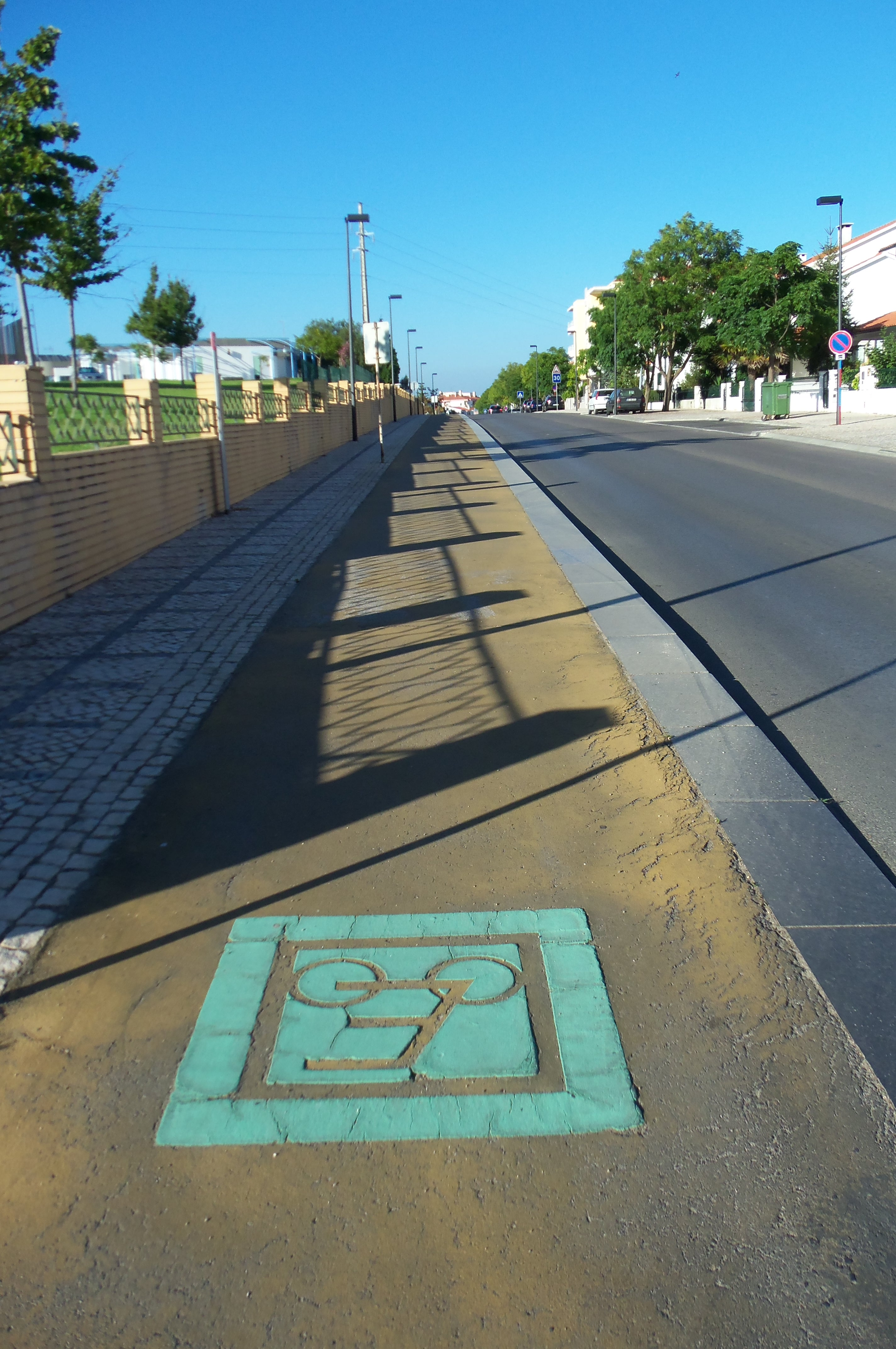
Início da ciclovia na Rua dos Ferroviários no Entroncamento.

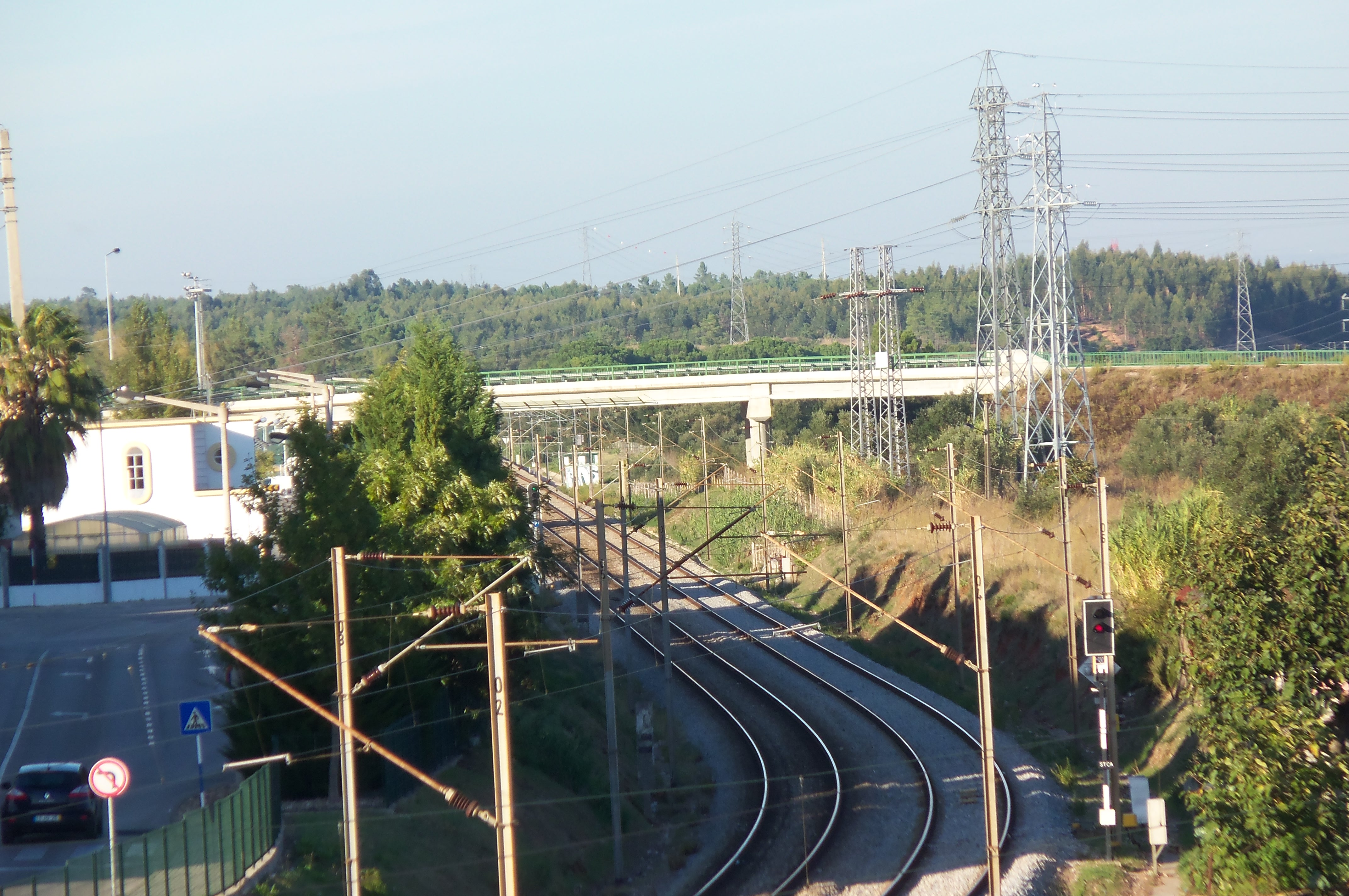
Ponte viária e pedonal na zona norte junto à zona desportiva. Por baixo a linha do norte

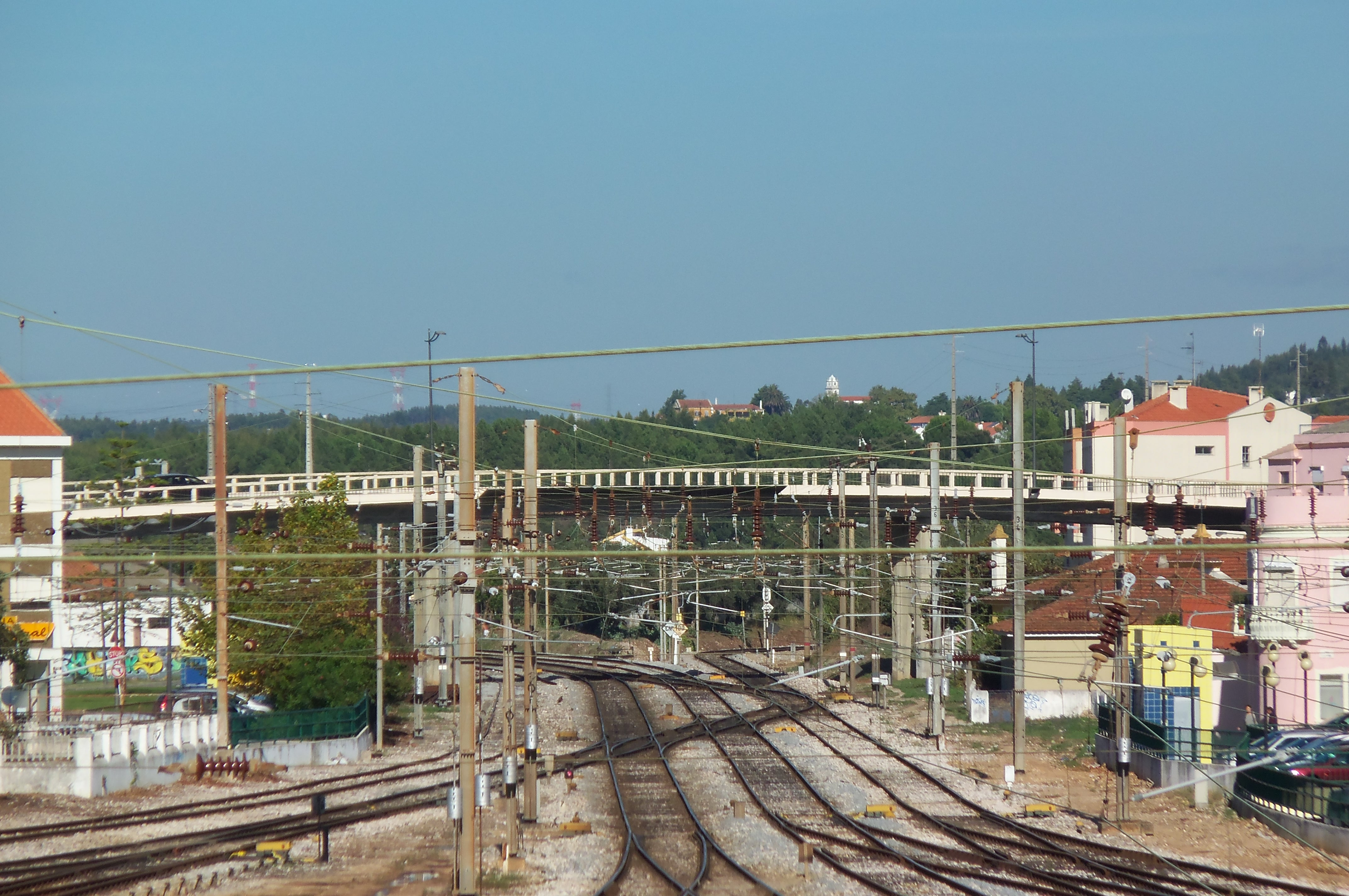
Viaduto Eugénio Dias Poitout, por cima do ponto de bifurcação da Linha do Norte da Linha da Beira Baixa

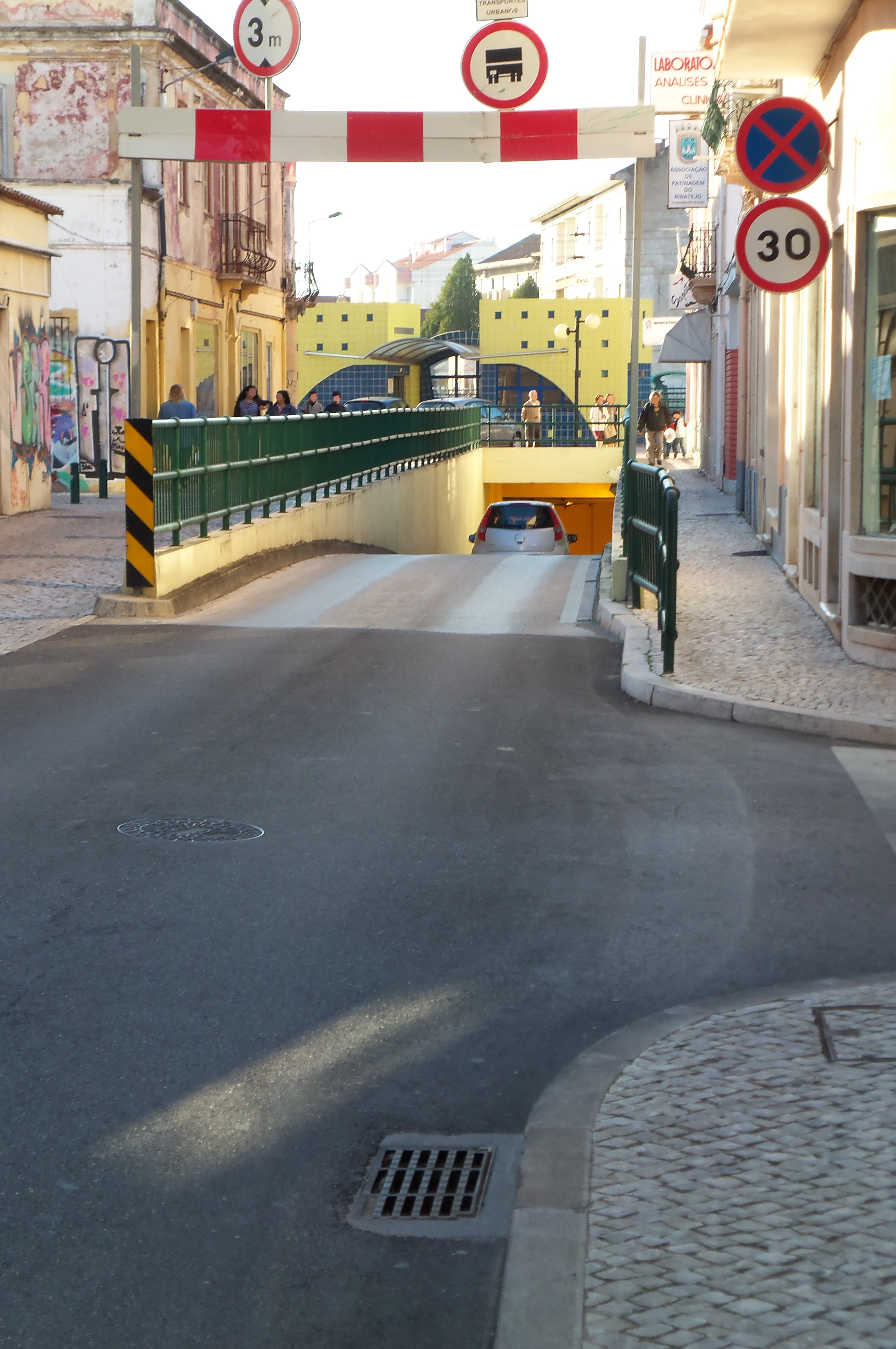
Acesso a um dos túneis do Entroncamento

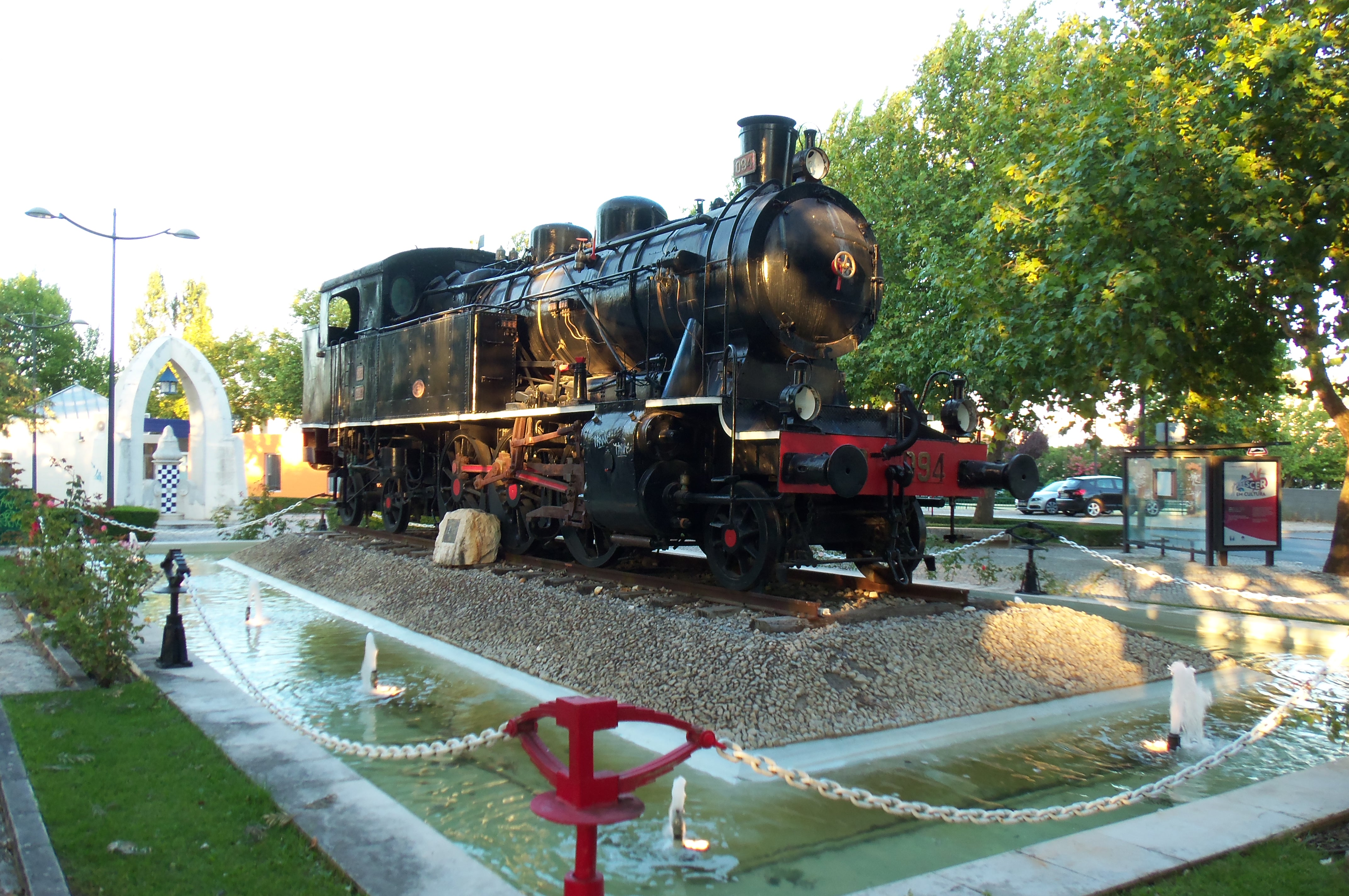
O único exemplar de comboio histórico (Locomotiva 094) que se encontra na cidade do Entroncamento fora das linhas de caminho-de-ferro e do espaço museológico.

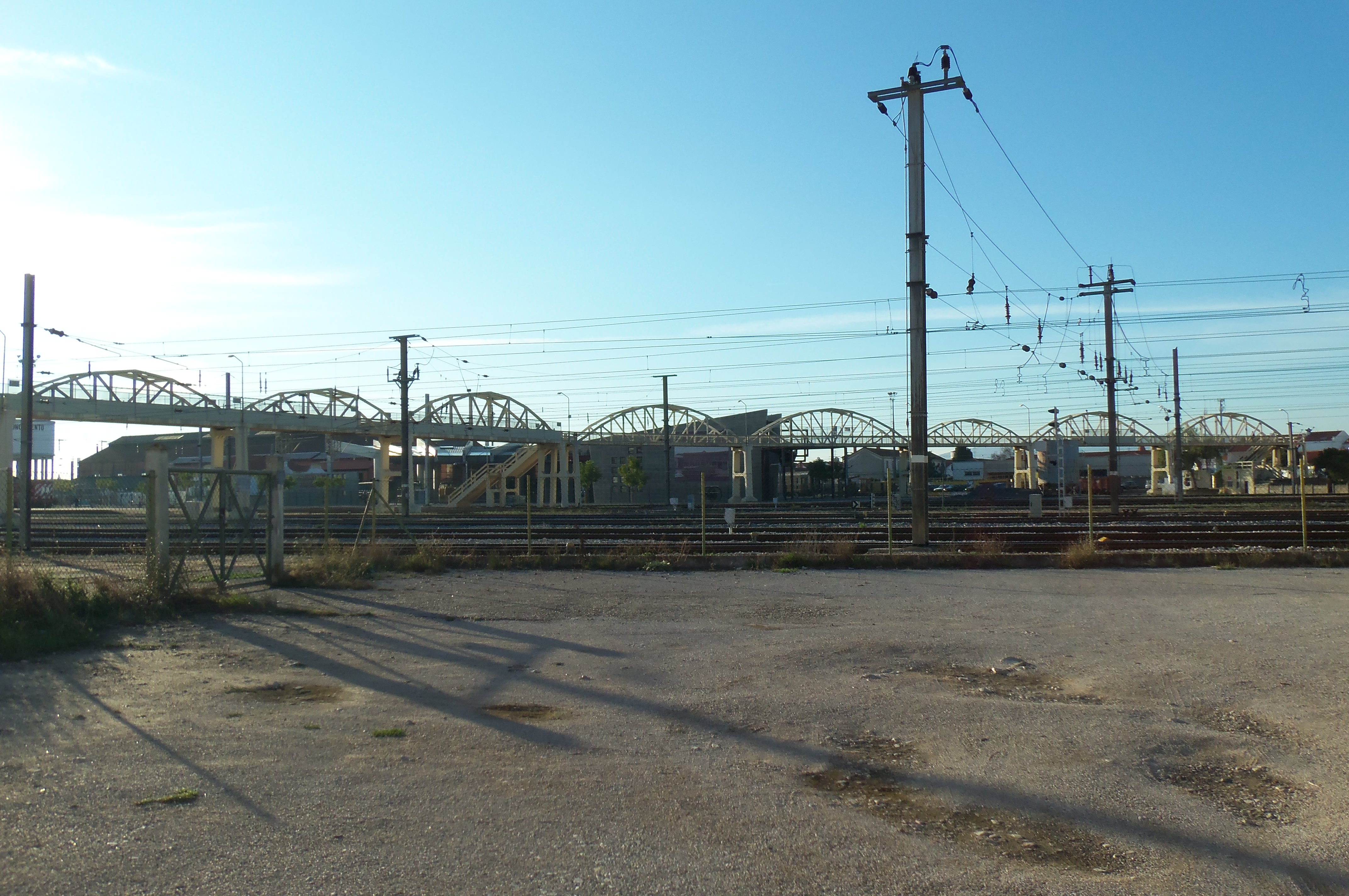
Ponte pedonal no Entroncamento. Por baixo as diversas linhas férreas da estação do Entroncamento

Relativamente a autocarros o concelho é servido pelo serviço de carreiras interurbanas da Rodoviária do Tejo.

Os autocarros chegam e partem da Praça da República ("Entroncamento (Estação)" segundo a descrição da Rodoviária do Tejo) (largo em frente à estação de caminhos-de-ferro). Embora alguns só façam paragem junto aos abrigos de passageiros na estrada EN3 ("Entroncamento" segundo a descrição da Rodoviária do Tejo) próximos da Câmara Municipal, do Museu Nacional Ferroviário e do Bairro Camões.
Os autocarros urbanos TURE prestam serviço público de transporte dentro do concelho, contando actualmente com 4 linhas.
A cidade dispõem de serviço de táxi, cuja praça se encontra junto à estação de caminho-de-ferro.

#### Auto-estradas & vias principais
O Entroncamento é servido por duas Auto-Estradas e um Itenerário Complementar:
- A23 - Auto-Estrada da Beira Interior (Torres Novas - Guarda)
- A13 - Troço Nó A13/A23 - Coimbra
- IC3 - Itinerário Complementar da Estremadura e Ribatejo (Troço Nó A13/A23 - Cruzamento EN 365)

A Estrada Nacional 3 (EN3) cruza a cidade de oeste para este, entrando pela Zona Industrial e saindo pela Ponte da Pedra (junto ao Hospital); a EN365 tem a sua origem na EN3 na rotunda do Hospital e segue para sul (direção Golegã) onde entronca com o IC3; a EN110 entronca com a EN3 imediatamente após a Ponte da Pedra, já no vizinho concelho de Vila Nova da Barquinha, e segue paralela ao IC3/A13 em direção a Tomar e Coimbra.

#### Ciclovias
Existem no concelho quatro ciclovias, três na freguesia de Nossa Senhora de Fátima: Rotunda do E.Leclerc - Pingo Doce do Bonito, Pavilhão Desportivo - Piscinas Municipais, Centro de Saúde - Bonito (junto à Soladrilho); e uma na freguesia de São João Batista: Rua 5 de Outubro - Escola EB 2/3 Dr. Ruy D'Andrade.

#### Pontes & túneis
A cidade é atravessada pelas Linhas do Norte e Beira Baixa pelo que foi necessária a construção de pontes e túneis de modo a suprimir as passagens de nível existentes (em 2021 resta apenas uma, a da Rua Infante Sagres na Linha da Beira Baixa) evitando-se os tempos de espera e eventuais acidentes. Atualmente existem duas pontes rodoviárias (com passeio para peões), entre as quais se encontra o Viaduto Eugénio Dias Poitout, e uma ponte pedonal (imediatamente a norte da estação), responsabilidade da Infraestruturas de Portugal (IP). Existe igualmente uma passagem superior de peões (munida de elevadores) na estação do Entroncamento que permite a travessia das linhas 1 a 5 e igualmente responsabilidade da IP. Existem igualmente dois túneis, um em cada sentido, sendo um exclusivo para a circulação rodoviária, e o outro onde circulam veículos e peões (separados por divisória).
No limite sul do concelho existia uma passagem de nível na Linha do Norte (imediatamente antes da Subestação) que foi suprimida e substituída por uma ponte, que no entanto, e apesar desta distar apenas alguns metros a sul do local da passagem de nível, encontra-se já concelho de Torres Novas.

#### Aeroporto/Aeródromo
No concelho não existe nenhuma destas infra-estruturas de suporte a aeronaves, existindo duas na região, mas de características militares (em Tancos e Santa Margarida da Coutada) ou civis para ultraligeiros (ULM) (em Tomar e Fátima-Giesteira).

O Aeroporto Internacional mais próximo é o Aeroporto de Lisboa a cerca de 100 km a sul. O Aeródromo com pista certificada mais próximo é o Aeródromo de Santarém a cerca de 35 km a sul.

### Telecomunicações
O Município do Entroncamento decidiu apostar na construção de ligações de fibra óptica que possam ligar todos os serviços municipais, e deixar ainda a infra-estrutura necessária para uma rede FTTH (“Fiber to the Home” – fibra até à casa) a ser eventualmente gerida por operadores privados que venham a demonstrar interesse.

Está ainda disponível linha normal, Adsl/adsl2+, cabo (da NOS), e rede de Fibra óptica da MEO e Vodafone.

### Militares
Localizam-se no Entroncamento as instalações Militares do Regimento de Manutenção do Exército Português.

## Cultura e turismo
Devido às suas relativamente recentes origens, a cidade não possui qualquer património histórico próprio, excepto no que se refere ao Museu Nacional Ferroviário.

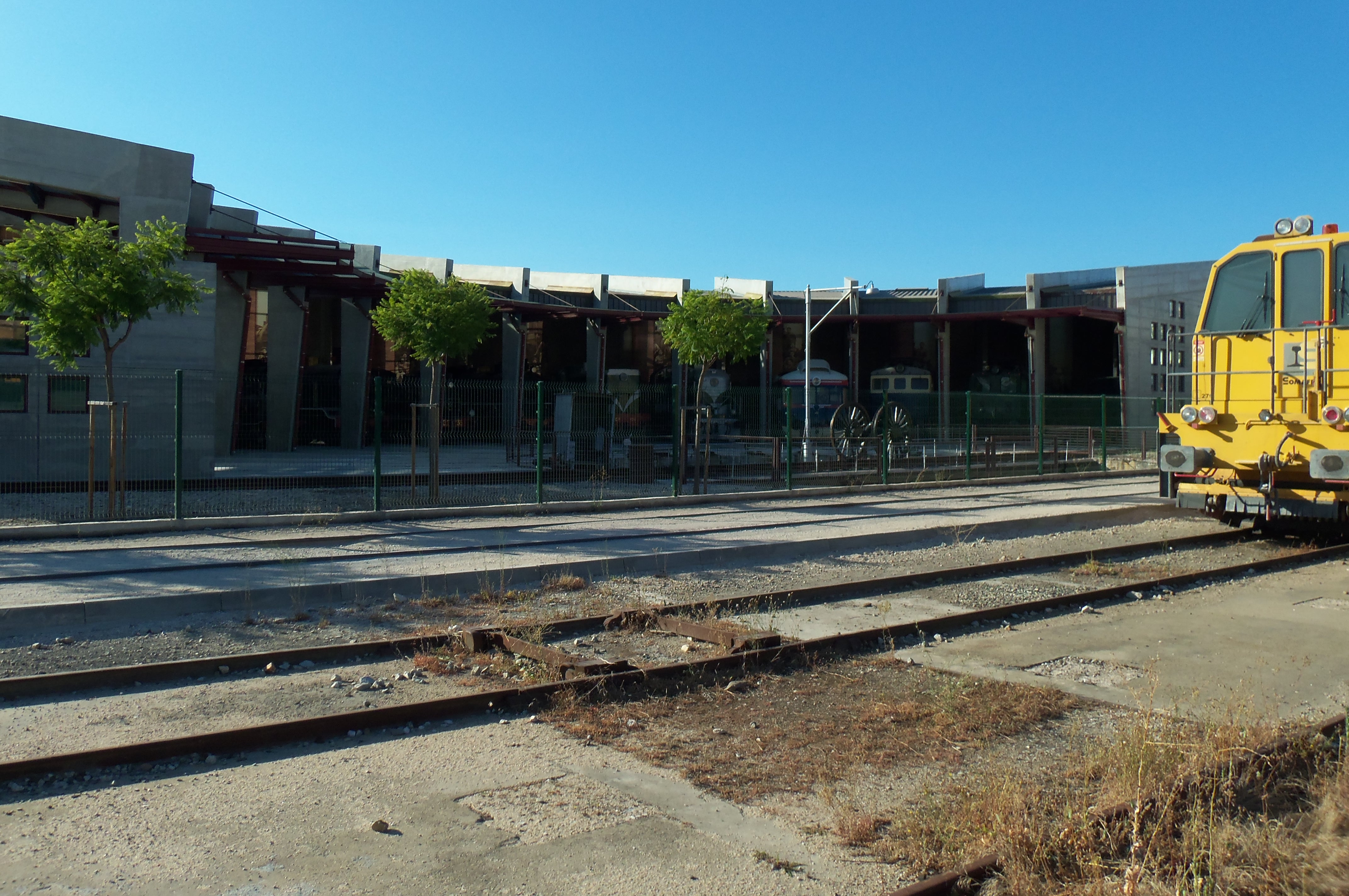
A Rotunda. Local de exposição de algum património ferroviário de material circulante histórico. Parte da Fundação Museu Nacional Ferroviário.

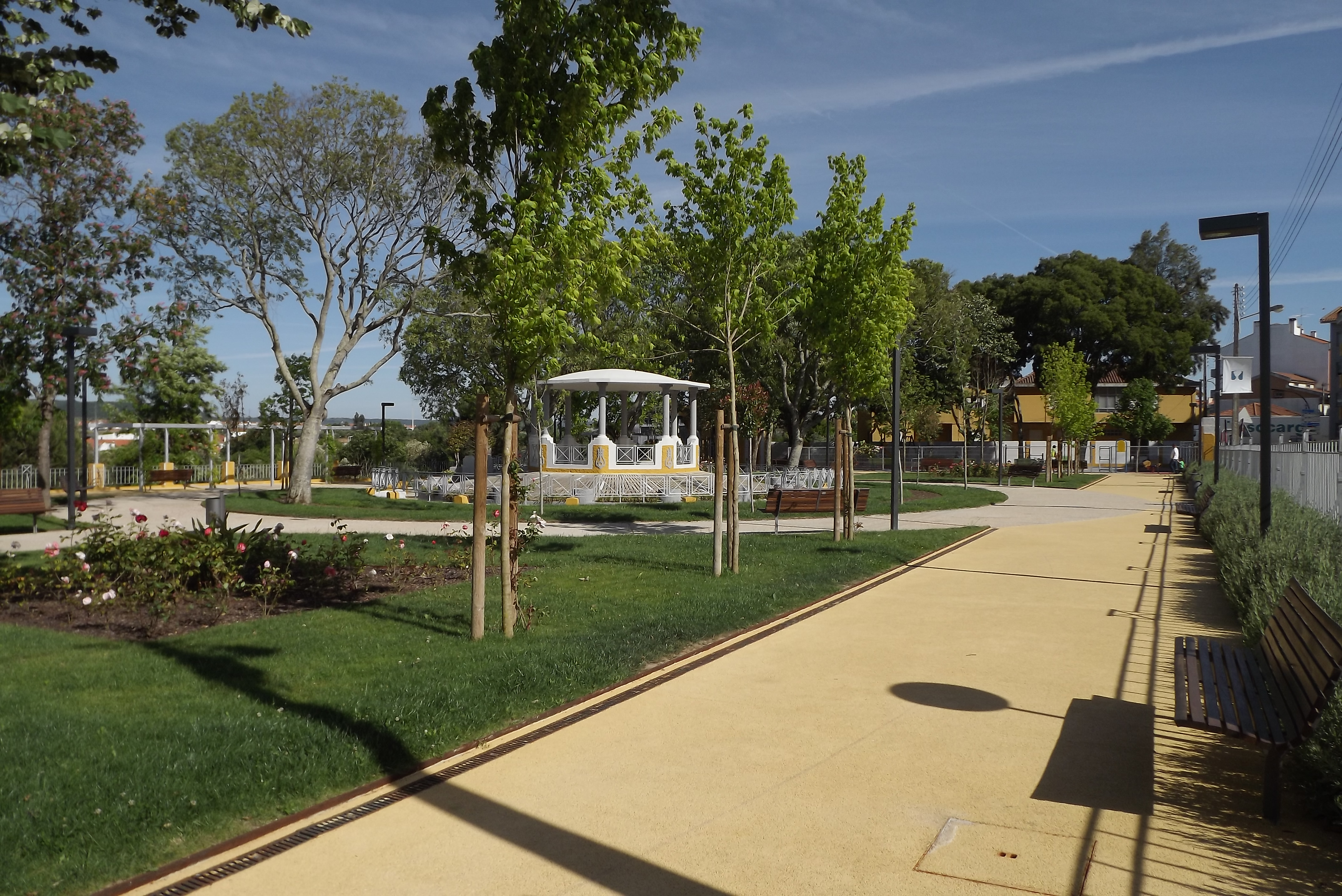
Parque José Pereira Caldas, vulgarmente conhecido por Jardim D'Aranha

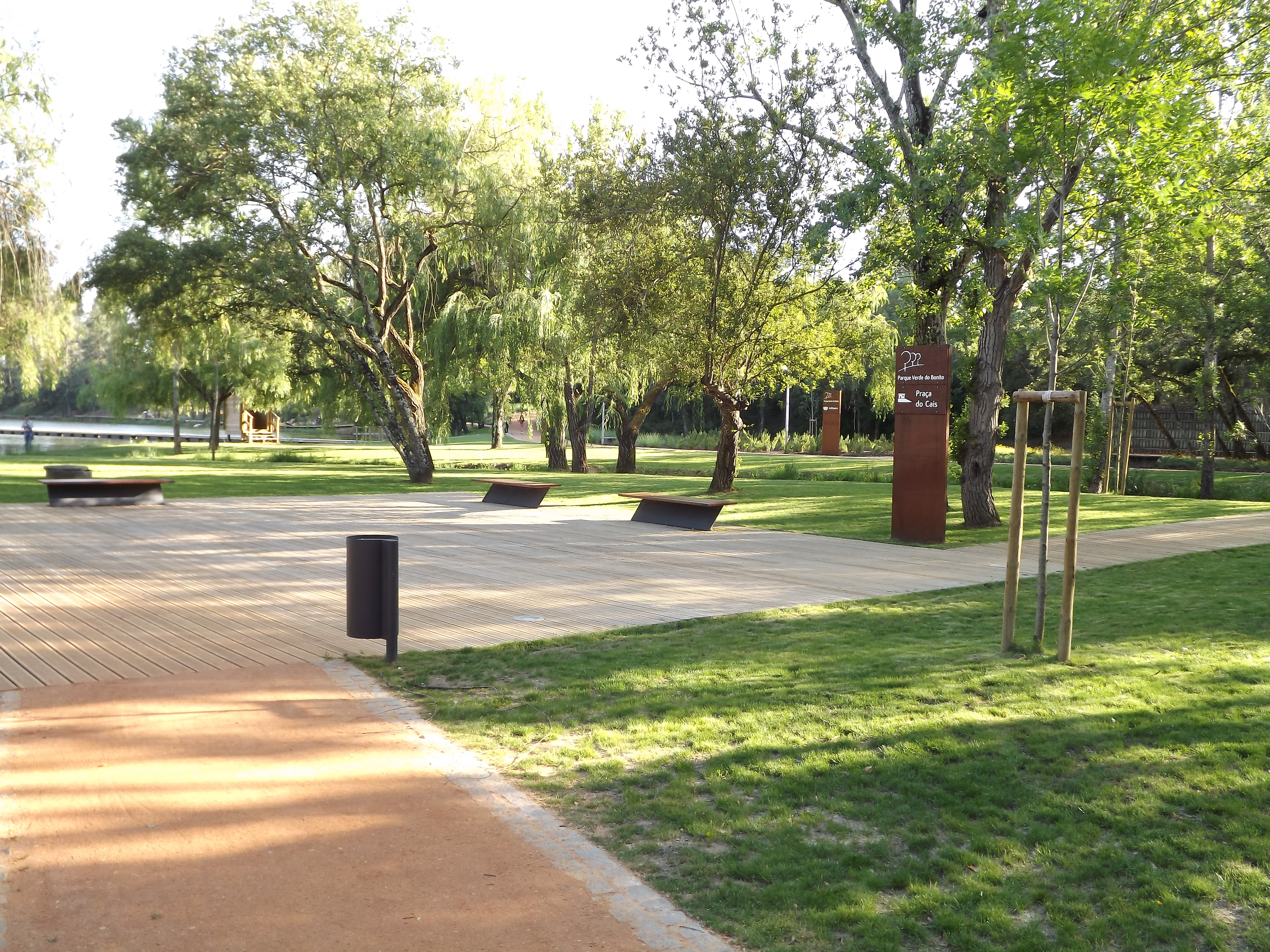
Uma perspetiva da Praça do Cais, no Parque Verde do Bonito.

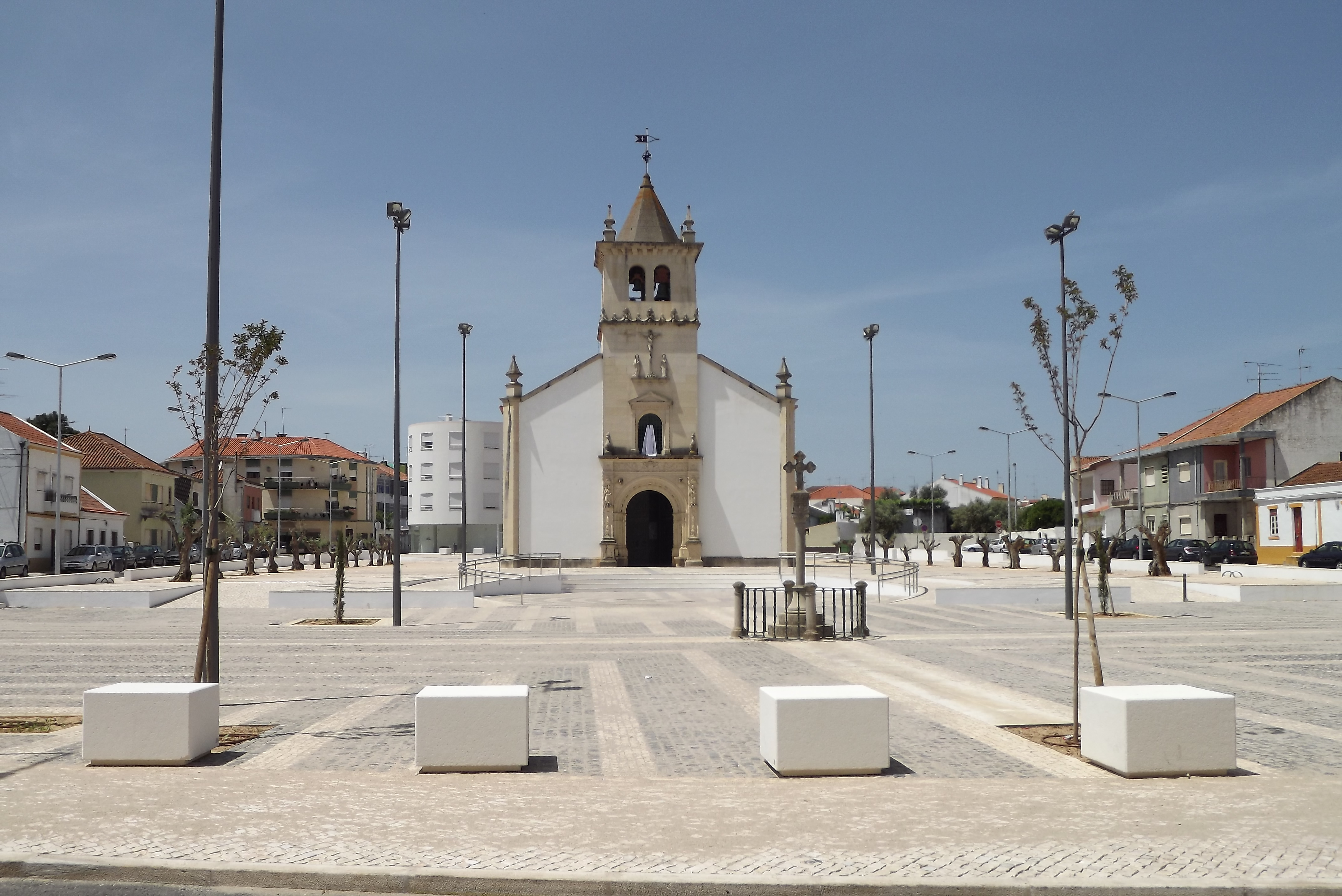
Igreja Matriz (Entroncamento)

### Museu
A Fundação Museu Nacional Ferroviário tem o seu museu central e sede da fundação situado na cidade do Entroncamento nas antigas instalações do armazém de viveres da CP junto à estação. Aberto de Terça a Sexta-feira entre as 13h00 e as 18h00 e aos Sábados e Domingos entre as 10h00 e as 18h00. Encerra todas as Segundas-feiras e nos dias 1 de janeiro, domingo de Páscoa, 1 de maio e 25 de dezembro.
Fazem ainda parte do património da fundação 4,5 hectares de área entre os quais a Rotunda de Locomotivas que tem diverso material circulante do património ferroviário nacional. Foi completamente renovado e reabriu ao público a 19 de maio de 2015 tendo a inauguração sido realizada no dia anterior.

## Arte
- A Colecção Paradoxal. O Museu Nacional Ferroviário possui uma das peças da Colecção Paradoxal. Este projecto de grande escala, cruza o passado museológico com um futuro especulativo Pós-Apocalíptico geolocalizado em Portugal. A peça residente no Entroncamento intitula-se Saga Caravan, sendo geminada com a instalação cenográfica Loco'Motive exposta nos Nirvana Studios . Como todas as peças desta colecção, ambas são instalações artísticas de ADN arqueológico industrial criadas pela companhia Custom Circus. Este vínculo artístico entre a FMNF, a municipalidade do Entroncamento, e os Custom Circus foi criado graças às sinergias culturais do Festival Vapor.

## Literatura e publicações
- Wagon Village. Romance Pós-Apocalíptico da autoria do escritor franco luso Michel Alex , com arco narrativo parcialmente geolocalizado na localidade do Entroncamento, transmutada nesse imaginário sob a denominação Entronk. Este livro é o 3º volume da série Atland - Custom Circus. ISBN 978-989-9035-09-6, Editorial Divergência. Sendo esta série literária cruzada com a Colecção Paradoxal, este livro foi publicado com a chancela e curadoria do Museu Nacional Ferroviário em 2020.

### Hotelaria
A cidade encontra-se presentemente servida por dois hotéis: Hotel Gameiro em frente à estação de caminhos-de-ferro da IP, e pelo Dom João Hotel a cerca de 5 minutos a pé da estação de caminhos-de-ferro.

### Fenómenos
O Entroncamento é vulgarmente conhecido em Portugal como sendo 'a terra dos fenómenos'. De acordo com relatos populares, passam-se desde o seu começo eventos curiosos, extraordinários ou mesmo fantásticos, que recebem ainda hoje alguma cobertura dos media.

Uma origem plausível para esta denominação remonta à década de 50, altura em que um comerciante local colocou na montra do seu estabelecimento uma abóbora gigante, ou 'fenomenal', de modo a atrair a atenção dos transeuntes. A abóbora, adquirida por um agricultor da vizinha vila da Golegã, teria cerca de 50 kg. Durante os anos seguintes foram sendo expostos na dita montra outros legumes e frutos ditos 'fenomenais', fosse pelo tamanho ou por sua formas sugestivas, frequentemente antropomórficas, vindo a história a propagar-se e adquirir as dimensões actuais.
Na realidade, os acontecimentos tidos como fenomenais, confirmados ou não, têm sido registados por todo o mundo.

### Parques e jardins
O concelho conta com o Parque Verde do Bonito, a maior área verde da cidade. Mas existem ainda alguns jardins como o "Largo das Comunidades" o "Jardim Afonso Serrão Lopes" (vulgo "Jardim da Zona Verde) e o "Jardim Parque Dr. José Pereira Caldas".

### Vídeos rodados no Entroncamento
- 2019 "Fenómenos do Entroncamento - VídeoClip", realizado por Pedro Dyonysyo.[56][57][58]
- 2016 LIFE, produção Francisco Carreira, como entrada para o concurso My RODE REEL[59]
- 2016 A Máquina (1978) (videoclipe), produção Pedro Dyonysyo & Televisão do Entroncamento[60][61]
- 2014 Boutique Fundo do Bau? Entroncamento – Flash mob (vídeo de promoção a loja local)[62]
- 2010 Perdida mente (longa metragem), realização de Margarida Gil (com José Airosa, José Pinto e Eunice Correia)[63][64]

### Igrejas, seitas e cultos

#### Igreja Católica Romana
Existem no Entroncamento duas igrejas (Igreja Matriz, inaugurada em 1940 e a Igreja Nossa Senhora de Fátima, inaugurada em 30 de abril de 1995) e uma capela (Capela de S. João Baptista).

#### Outras igrejas, seitas e cultos
- Missão Evangélica - Assembleia de Deus Lusitânia;

- Aliança - Igreja Cristã;

- Igreja Evangélica - Assembleia de Deus - O Vivo Caminho;

- Igreja Pentecostal - O Tabernáculo do Avivamento;

- Testemunhas de Jeová;

- Igreja Maná;

- CPEAD - Centro Pentecostal Europeu das Assembleias de Deus;

- Centro Cristão Vida Abundante - Uma Igreja Família;

- Igreja Pentecostal - Deus É Amor;

- Centro de Ajuda Espiritual - IURD.PT;

- Igreja Evangélica Assembleia de Deus Pentecostal do Entroncamento;

- Igreja Cristã Evangélica - Levitas de Cristo;

- Igreja Adventista do Sétimo Dia.

## Entretenimento

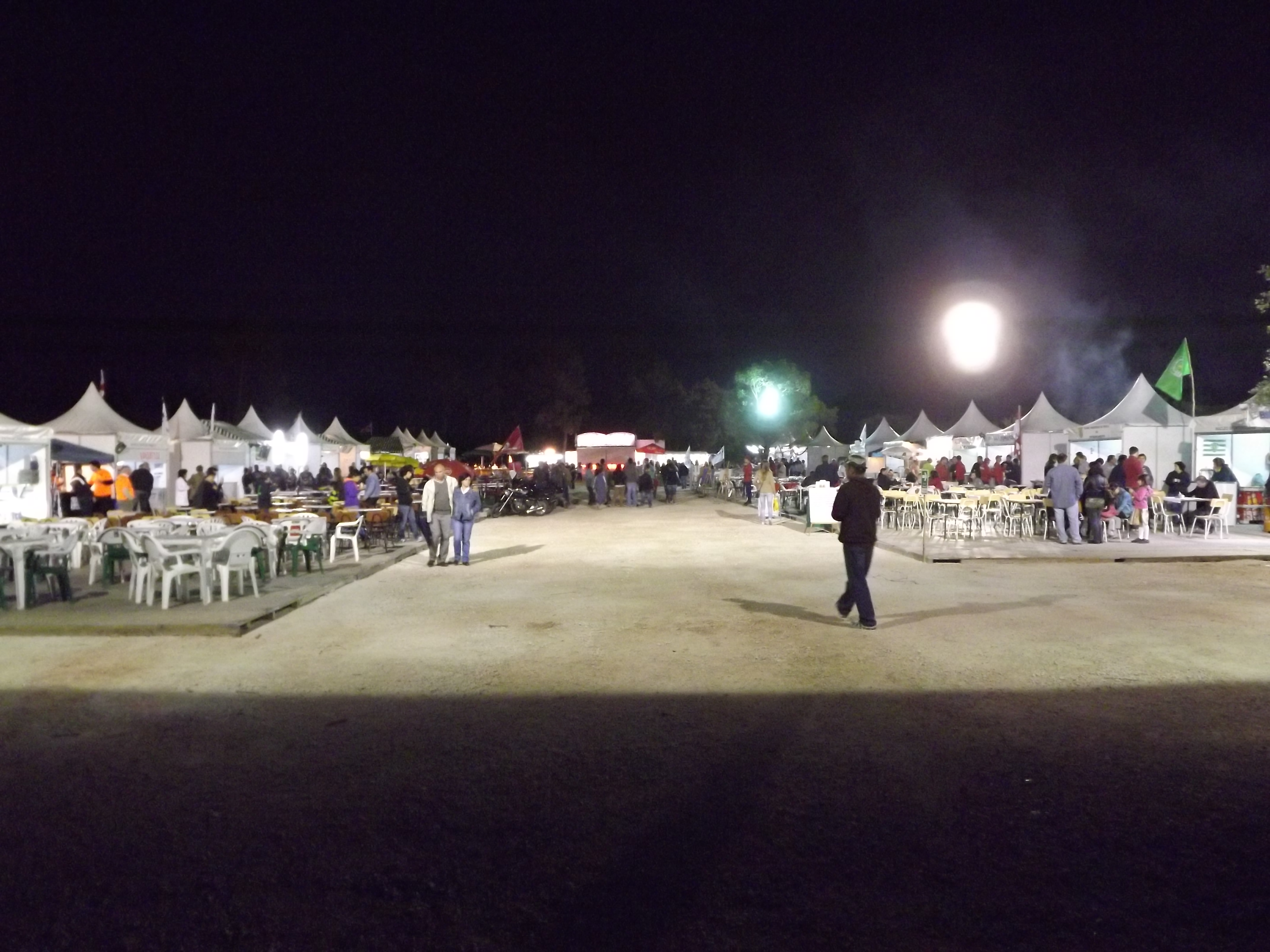
Recinto das festas de S. João e da Cidade Entroncamento do ano 2013, no Parque Verde do Bonito.

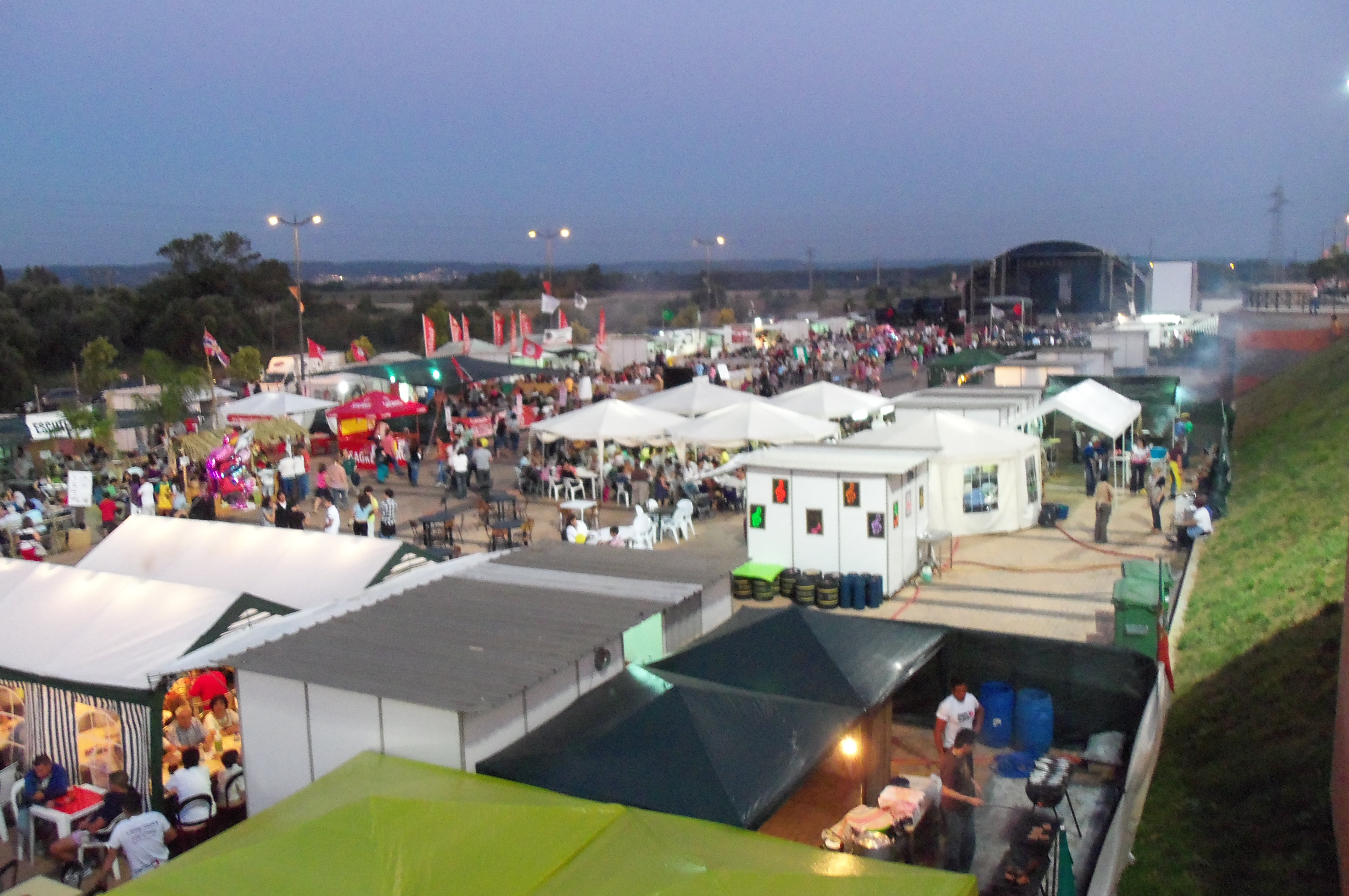
Vista parcial sobre o recinto multiusos onde decorreram as Festas de São João e da Cidade do ano de 2011.

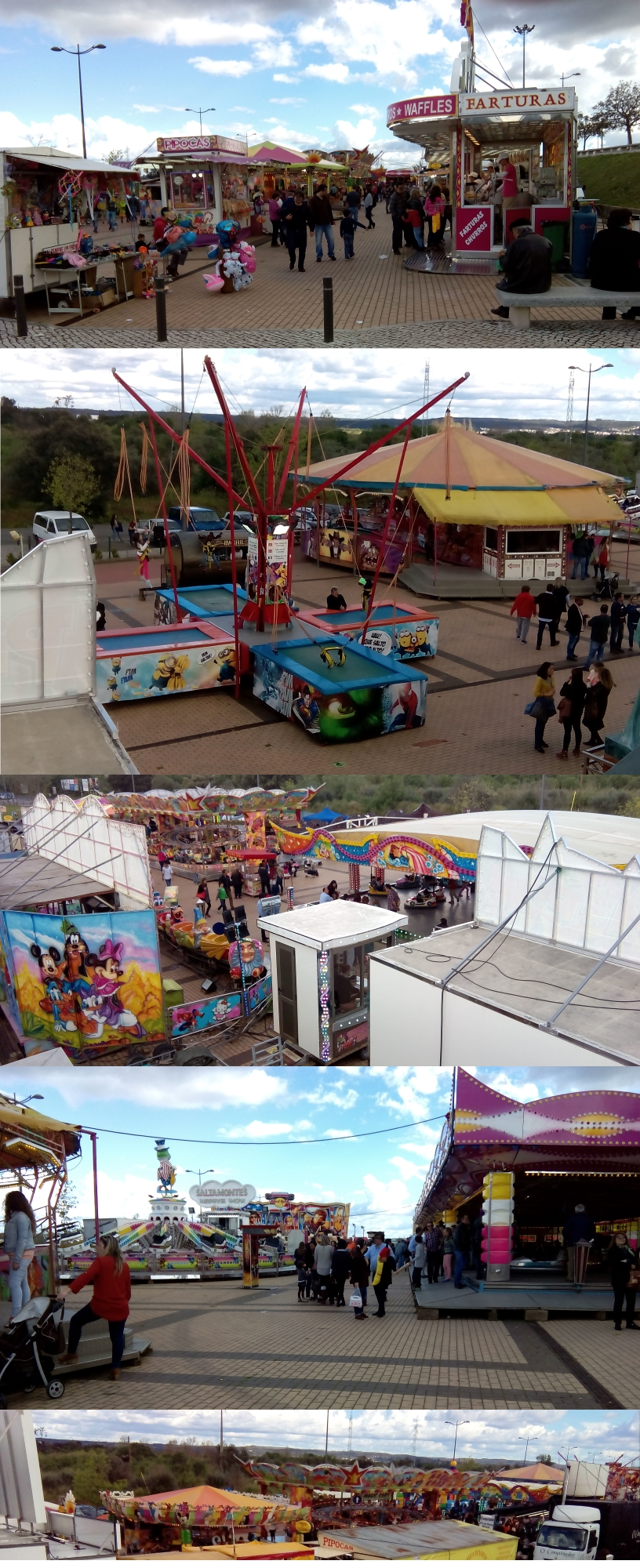
Perspetivas do espaço onde decorreu a feira de abril que decorreu entre os dias 8 e 25 do ano de 2016

A oferta em entretenimento é sobretudo criada pelo município que é o principal promotor de eventos de entretenimento e culturais de diversos tipos.

### Cinema e teatro
Atualmente o concelho não possuí nenhum cinema com oferta de filmes (o mais próximo é da Castello Lopes Cinemas e encontra-se no Centro Comercial TorreShopping no concelho vizinho de Torres Novas).
O Cine-Teatro S. João, encontrou-se encerrado entre 2010 e 2019 devido à falta de condições de segurança e iluminação (tendo iniciado as obras de requalificação a 8 de janeiro de 2018), sendo reaberto a 24 de novembro de 2019 com os concertos de Concórdia Música e João Pedro Pais.

### Festas

#### Festas de São João e da Cidade
A maior e mais participada festa do concelho chama-se "Festas de São João e da Cidade", começa normalmente uns dias antes de 24 de junho e acaba uns dias depois, e é organizada pelo Município do Entroncamento em colaboração com diversas associações do concelho.

Desde 2014 as festas decorrem no largo em frente ao edifício da Câmara Municipal do Entroncamento, na Rua Luis Falcão de Sommer e Praça Salgueiro Maia. As mesmas já decorreram, por exemplo em 2011, no Recinto Multiusos (na zona sul da cidade). Em 2013 as festas realizaram-se no Parque Verde do Bonito (zona norte da cidade).
O espaço do recinto costuma abarcar diversas tasquinhas de comes & bebes, barracas de artesanato, zona de diversão para crianças, barracas cedidas a entidades/ organizações locais para promoção dos seus serviços, stand do município e dois palcos. Durante as festas decorrem normalmente diversas actividades desportivas (organizadas pelo município e/ ou por associações da cidade) no concelho, demonstrações de dança, marchas populares. Durante alguns anos decorreu durante estas festas a final do "Concurso Nacional de Bandas – Música Moderna" que era organizado pelo município.

#### Feira de abril
É a feira dos divertimentos por excelência (carrinhos de choques e similares) onde também estão presentes roulotes com alimentação típica destas feiras (farturas, pipocas, algodão doce, pão com chouriço, etc.) e por vezes algumas tendas de roupa/ artesanato e que decorre anualmente no mês de abril, no recinto multiusos (ao lado da estrada N365, na freguesia de São João Baptista), com as datas da realização a variar de ano para ano. Nos anos mais recentes tem sido realizada num modelo de pareceria entre o município e uma empresa privada.

#### Festival de Verão
Organizado anualmente desde 2014 pela UFE (União Futebol Entroncamento), decorre geralmente na primeira quinzena do mês de setembro no Jardim Afonso Serrão Lopes.
Alguns de seus objectivos são a recolha de fundos para a UFE e apresentação das equipas da UFE. Na mesma decorre ainda a Feira de Artesanato, Animação Musical, Insufláveis de Diversão, as tradicionais farturas, pipocas e Algodão doce, e ainda vários jogos tradicionais. Algumas actividades realizadas paralelamente necessitam de inscrição prévia, pelo que os interessados devem estar atentos às notícias acerca da realização do evento para participarem nelas.

#### Entroncamento em Flor
"Entroncamento em Flor", decorre normalmente algures na segunda quinzena de maio, e consiste em ter algumas ruas, praças, Associações, Escolas, espaços e edifícios públicos decorados com flores (normalmente falsas). Paralelamente existe um concurso "Montras em Flor" para incentivar o comércio local a aderir à iniciativa. Existem ainda outras actividades que ocorrem em simultâneo com a festa (desde animação de rua, exposições, música, etc.)

### Eventos

#### TEDxEntroncamento
Criado por uma equipa de jovens locais, o TEDxEntroncamento nasceu a partir de uma chamada telefónica entre os dois coordenadores e cresceu graças à persistência da equipa organizadora. A primeira edição, decorrida no dia 21 de outubro de 2023 no Cineteatro S. João, contou com 7 oradores, 1 atuação e 200 participantes. Assim, o Entroncamento tornou-se na primeira cidade do Ritatejo a receber um evento independente com uma licença da TED .

## Política

### Eleições autárquicas[87]
| Data | %     | V     | %             | V             | %       | V       | %      | V      | %     | V    | %              | V          | %              | V       | %              | V  | %   | V   | %   | V   | %  | V  | Participação |                |
| Data | PS    | PS    | FEPU/APU/ CDU | FEPU/APU/ CDU | PPD/PSD | PPD/PSD | CDS-PP | CDS-PP | GDUP  | GDUP | PCTP/ MRPP     | PCTP/ MRPP | UDP/ BE        | UDP/ BE | AD             | AD | PRD | PRD | IND | IND | CH | CH | Participação |                |
| ---- | ----- | ----- | ------------- | ------------- | ------- | ------- | ------ | ------ | ----- | ---- | -------------- | ---------- | -------------- | ------- | -------------- | -- | --- | --- | --- | --- | -- | -- | ------------ | -------------- |
| Data | 1976  | 47,56 | 3             | 18,80         | 1       | 16,03   | 1      | 6,47   | -     | 5,64 | -              | 0,99       | -              |         |                |    |     |     |     |     |    |    |              | 63,98 / 100,00 |
| 1979 | 47,83 | 3     | 19,07         | 1             | 22,83   | 1       | 5,14   | -      |       |      | 0,98           | -          | 2,01           | -       | 70,75 / 100,00 |    |     |     |     |     |    |    |              |                |
| 1982 | 43,65 | 2     | 20,92         | 2             | AD      | AD      | AD     | AD     |       |      | 1,60           | -          | 30,32          | 2       | 71,36 / 100,00 |    |     |     |     |     |    |    |              |                |
| 1985 | 36,07 | 3     | 12,37         | 1             | 18,15   | 1       | 6,61   | -      | 1,04  | -    |                |            | 23,62          | 2       | 64,34 / 100,00 |    |     |     |     |     |    |    |              |                |
| 1989 | 48,77 | 4     | 16,99         | 1             | 23,32   | 2       | 2,38   | -      | 1,56  | -    | 3,09           | -          | 61,30 / 100,00 |         |                |    |     |     |     |     |    |    |              |                |
| 1993 | 53,54 | 5     | 10,52         | -             | 25,60   | 2       | 6,71   | -      |       |      |                |            | 66,41 / 100,00 |         |                |    |     |     |     |     |    |    |              |                |
| 1997 | 38,97 | 3     | 14,48         | 1             | 34,52   | 3       | 5,09   | -      | 2,49  | -    | 60,06 / 100,00 |            |                |         |                |    |     |     |     |     |    |    |              |                |
| 2001 | 21,67 | 2     | 10,38         | 1             | 39,17   | 3       | 4,53   | -      | 14,55 | 1    | 6,33           | -          | 59,83 / 100,00 |         |                |    |     |     |     |     |    |    |              |                |
| 2005 | 25,66 | 2     | 7,28          | -             | 49,74   | 4       | 1,51   | -      | 11,93 | 1    |                |            | 60,51 / 100,00 |         |                |    |     |     |     |     |    |    |              |                |
| 2009 | 24,13 | 2     | 8,66          | -             | 52,52   | 4       |        |        | 11,06 | 1    | 56,21 / 100,00 |            |                |         |                |    |     |     |     |     |    |    |              |                |
| 2013 | 41,96 | 4     | 11,32         | 1             | 20,67   | 1       | 6,10   | -      | 10,88 | 1    | 49,56 / 100,00 |            |                |         |                |    |     |     |     |     |    |    |              |                |
| 2017 | 45,43 | 4     | 5,35          | -             | 24,97   | 2       | 7,20   | -      | 12,21 | 1    | 55,19 / 100,00 |            |                |         |                |    |     |     |     |     |    |    |              |                |
| 2021 | 32,45 | 3     | 5,95          | -             | 31,71   | 3       | 7,18   | -      | 6,72  | -    | 11,24          | 1          | 49,69 / 100,00 |         |                |    |     |     |     |     |    |    |              |                |

### Eleições legislativas
| Data | %     | %     | %     | %     | %     | %     | %        | %     | %     | %     | %    | %   | %       | % | %  | %  |  |
| Data | PS    | PCP   | PSD   | CDS   | UDP   | AD    | APU/ CDU | FRS   | PRD   | PSN   | BE   | PAN | PSD CDS | L | CH | IL |  |
| ---- | ----- | ----- | ----- | ----- | ----- | ----- | -------- | ----- | ----- | ----- | ---- | --- | ------- | - | -- | -- |  |
| Data | 1976  | 51,93 | 14,43 | 12,91 | 8,65  | 2,93  |          |       |       |       |      |     |         |   |    |    |  |
| 1979 | 33,81 | APU   | AD    | AD    | 3,66  | 33,79 | 22,35    |       |       |       |      |     |         |   |    |    |  |
| 1980 | FRS   | APU   | AD    | AD    | 1,84  | 34,33 | 17,49    | 41,33 |       |       |      |     |         |   |    |    |  |
| 1983 | 47,77 | APU   | 20,66 | 6,52  | 1,75  |       | 19,17    |       |       |       |      |     |         |   |    |    |  |
| 1985 | 21,82 | APU   | 22,05 | 5,09  | 1,57  | 14,16 | 31,84    |       |       |       |      |     |         |   |    |    |  |
| 1987 | 29,31 | CDU   | 40,96 | 2,54  | 1,19  | 10,81 | 10,99    |       |       |       |      |     |         |   |    |    |  |
| 1991 | 42,38 | CDU   | 37,89 | 2,17  |       | 8,73  | 0,78     | 3,84  |       |       |      |     |         |   |    |    |  |
| 1995 | 56,59 | CDU   | 22,89 | 8,78  | 0,60  | 7,78  |          | 0,16  |       |       |      |     |         |   |    |    |  |
| 1999 | 49,39 | CDU   | 23,98 | 7,69  |       | 10,27 | 0,24     | 4,07  |       |       |      |     |         |   |    |    |  |
| 2002 | 42,62 | CDU   | 31,71 | 8,01  | 7,83  |       | 6,44     |       |       |       |      |     |         |   |    |    |  |
| 2005 | 47,38 | CDU   | 20,86 | 6,71  | 7,07  | 12,80 |          |       |       |       |      |     |         |   |    |    |  |
| 2009 | 30,98 | CDU   | 23,02 | 12,56 | 7,57  | 19,17 |          |       |       |       |      |     |         |   |    |    |  |
| 2011 | 24,65 | CDU   | 32,18 | 16,67 | 8,00  | 8,96  | 0,91     |       |       |       |      |     |         |   |    |    |  |
| 2015 | 36,04 | CDU   | CDS   | PSD   | 8,99  | 16,23 | 1,50     | 27,56 | 0,55  |       |      |     |         |   |    |    |  |
| 2019 | 37,08 | CDU   | 20,28 | 3,68  | 6,78  | 13,96 | 3,37     |       | 1,09  | 3,35  | 1,17 |     |         |   |    |    |  |
| 2022 | 40,78 | CDU   | 23,28 | 1,51  | 4,54  | 6,15  | 1,32     | 1,10  | 13,42 | 4,99  |      |     |         |   |    |    |  |
| 2024 | 29,36 | CDU   | AD    | AD    | 23,65 | 2,83  | 5,48     | 1,82  | 3,12  | 24,95 | 4,47 |     |         |   |    |    |  |
| 2025 | 23,67 | CDU   | AD    | AD    | 26,93 | 2,46  | 1,99     | 1,12  | 4,13  | 31,83 | 3,84 |     |         |   |    |    |  |

## Desporto
A cidade tem actualmente seis associações/ clubes que se dedicam a diversos desportos o CADE - Clube Amador de Desportos do Entroncamento, o UFE - União Futebol Entroncamento, o CLAC - Clube de Lazer, Aventura e Competição, a Associação Desportiva Cidade Ferroviária do Entroncamento, a ADCFE - Associação Desportiva Cidade Ferroviária do Entroncamento, o NAE - Núcleo de Andebol do Entroncamento e o E.A.C. - Entroncamento Atlético Clube.
Para a prática de dança existem actualmente na cidade a "Academia de Dança do Entroncamento" e a "Es-Passo de dança".
A nível de equipamento desportivo a cidade conta com: 2 campos de futebol e 1 campo de jogos;  3 campos de ténis e uma parede bate-bolas; Piscinas Municipais (com 3 tanques); Pavilhão Desportivo Municipal; ciclovias; skatepark; circuito desportivo em diferentes pontos da cidade, com equipamento fixo, ao ar livre.

## Vistas panorâmicas

Vista panorâmica sobre a cidade do Entroncamento, a partir do Viaduto Eugénio Dias Poitout.

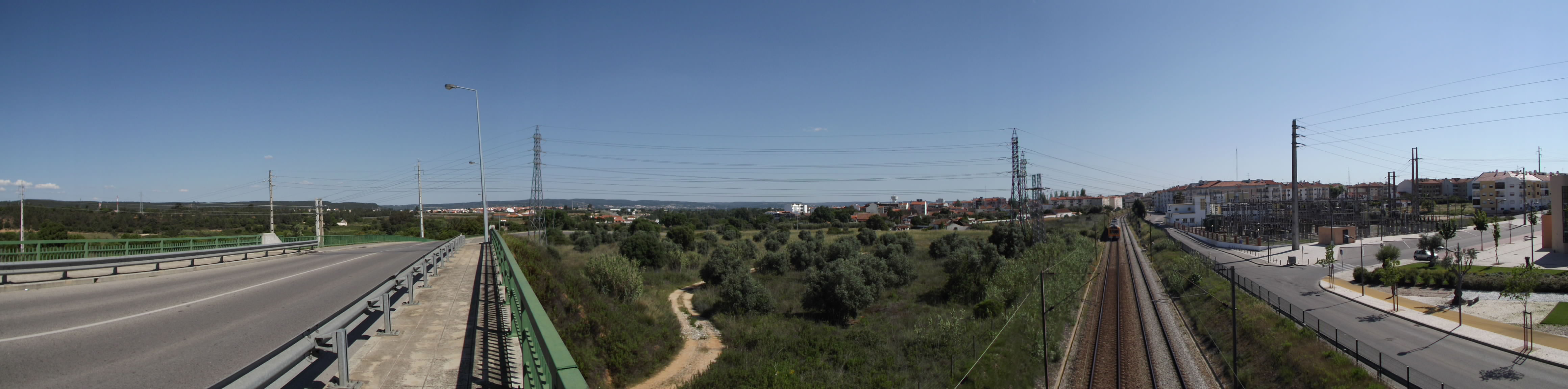
Vista panorâmica sobre a cidade a partir da ponte que se encontra perto da zona desportiva da cidade.

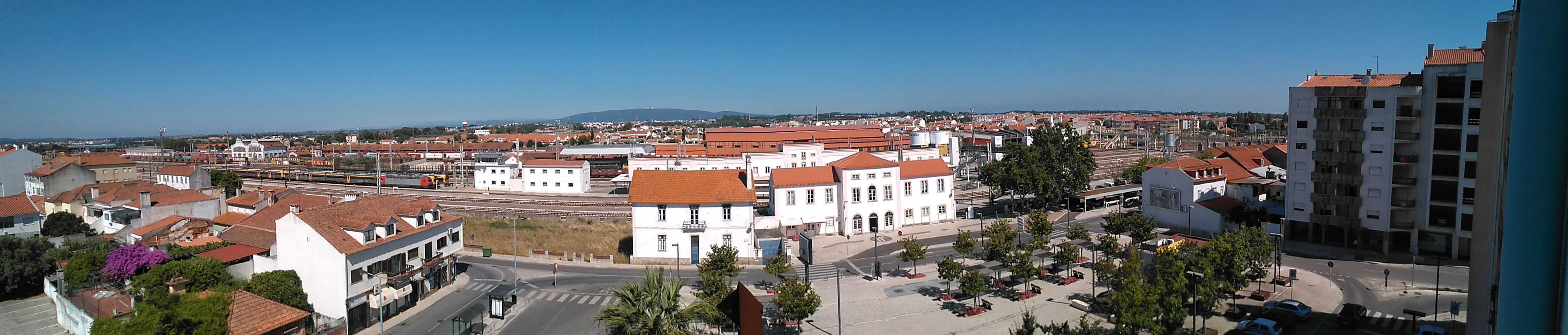
Praça da República, e estação dos caminhos-de-ferro

## Jornais do Entroncamento
- Entroncamento Online

## Rádio do Entroncamento
- RVE - Rádio Voz Entroncamento (105.7 FM)